# Familia Chadwick
La familia Chadwick es una familia chilena de origen británico, a la cual pertenecen diversos abogados, políticos y empresarios. Sus miembros están relacionados con otras importantes familias, tales como los Valdés o los Piñera, si bien sus distintas ramificaciones los relacionan incluso con personajes como Carlos Ibáñez del Campo. Actualmente en esta familia priman miembros de la derecha política y de la clase alta chilena, si bien también han existido unos pocos representantes de izquierda, como la línea conformada por los Chadwick-Weinstein.

## Orígenes
El apellido Chadwick es un antiguo apellido británico. Ya figuraba en el Libro Domesday, el primer censo realizado en Inglaterra, el año 1086 por orden del rey Guillermo I de Inglaterra. El antepasado más directo de los Chadwick de Chile es John Chadwick, de quien se sabe que hacia 1750 vivía en Oxford. Su nieto, Thomas Chadwick, fue un ingeniero de minas que tomó un barco hacia América del Sur y se estableció en la ciudad chilena de La Serena en 1820. Allí se enriqueció en el rubro de la minería y se casó con la chilena Dolores Amenábar Espinoza, de padre argentino y madre chilena de origen peruano y chileno. Thomas y Dolores tuvieron cuatro hijos: dos hombres y dos mujeres. De los dos matrimonios de los hombres surgieron las ramas familiares de los Chadwick Castro y los Chadwick Ortúzar, las que han tenido una participación relevante en el acontecer político y económico chileno.

## Los lazos familiares

### Primera mitad delsigloXX
Los descendientes de los Chadwick Castro y Chadwick Ortúzar se comienzan a relacionar durante las primeras décadas del siglo XX con otras familias influyentes, tales como los Errázuriz Echazarreta, Ortúzar Vergara, Correa Vergara, Larraín Echeverría, Larraín García Moreno, Valdés Astaburuaga, Amenábar Ossa, Solar Vicuña, Mery Cousiño, Wenstein Rudoy, Viera-Gallo Quesney, Fernández Barros, Claro Valdés, González Marckman, Hurtado Fabres y Pascal Allende, entre otras.

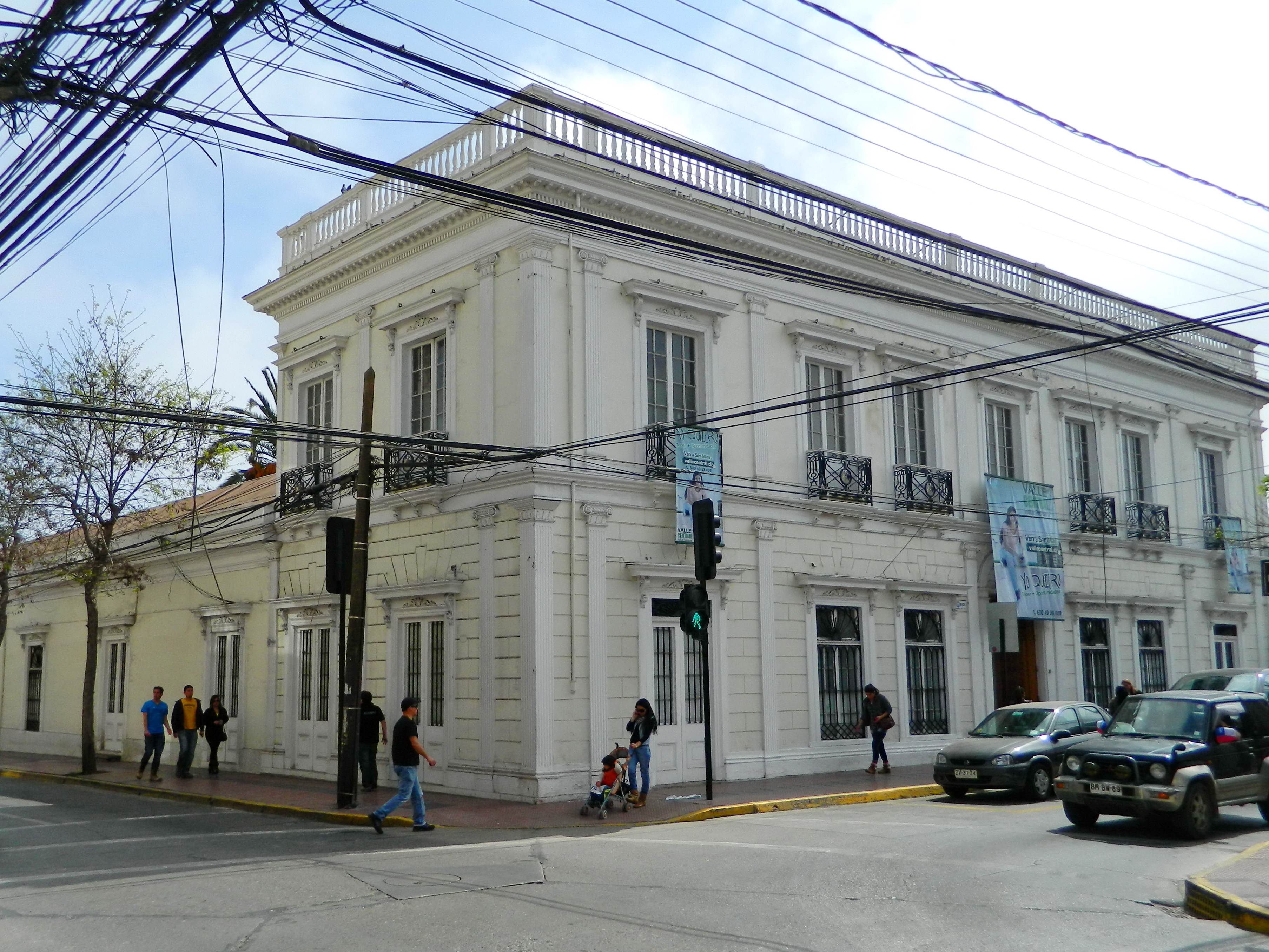
La Casa Chadwick de La Serena, en la que vivieron los Chadwick Valdés, sirvió de sede para reuniones del presidente Gabriel González Videla. Muy cerca estaba la Casa Piñera, en la que vivía la familia Piñera Carvallo, con quienes se mezclarían para formar el clan Chadwick Piñera.

Una unión clave es la de las familias Chadwick y Valdés. Roberto Tomás Chadwick Castro, dueño de la hacienda La Compañía de La Serena, se casó con Adriana Valdés Astaburuaga, hija del abogado y político José Antonio Valdés González, dueño de la hacienda San Pedro Nolasco de la misma ciudad, e hijo a su vez del empresario, agricultor y político chileno José Antonio Valdés Munizaga. Los Chadwick Valdés vivieron durante muchos años en la hoy conocida Casa Chadwick, una mansión con treinta dormitorios ubicada en La Serena, considerada en la actualidad Monumento Nacional. A fines de los años 1940, esta casa sirvió de sede para las recepciones ofrecidas por el presidente Gabriel González Videla, muy cercano a Roberto Chadwick Castro.
Cerca de la Casa Chadwick estaba la Casa Piñera, en la que vivía la familia Piñera Carvallo, con la que entablaron amistad. De aquí surge otra de las uniones claves, la de Herman Chadwick Valdés, alias «el Pancha», con Paulette Piñera Carvallo, de la que descienden los Chadwick Piñera, entre quienes se cuentan los hermanos Herman y Andrés Chadwick. Paulette (París, 1914-Santiago de Chile, 2012) fue hermana de Maríe Louise, del arzobispo de La Serena, Bernardino Piñera, y del ingeniero y político demócratacristiano José Piñera Carvallo. Este último casó con María Echenique, creando el clan Piñera Echenique, línea principal de la familia Piñera, entre quienes se cuentan los hermanos José (candidato presidencial y creador de las AFP), Sebastián (dos veces presidente de Chile), Pablo (gerente general de BancoEstado) y Miguel (cantante y empresario). Entre otras relaciones políticas y comerciales, Andrés Chadwick fue ministro en los dos gobiernos de su primo, Sebastián Piñera.
Otro matrimonio clave es el de Alejandro Chadwick Amenábar con Rosario Ortúzar Pereira. Sus descendientes recibieron una fuerte educación católica y realizaron estudios superiores en la Universidad Católica de Chile para vincularse con las actividades del agro, explotando fundos de la zona centro-sur del país: Talagante, Teno, Chimbarongo, Malloa, Hualañé, Molina y otras comunas de las actuales regiones de O'Higgins y Maule. Se involucraron en la industria del vino y la malta, en la fruticultura y la ganadería. De este modo, los Chadwick Ortúzar se convirtieron en latifundistas y a partir de allí se mezclaron con descendientes de la llamada aristocracia castellano-vasca, estableciendo su poder e influencia en base a la posesión de tierras. De estos lazos, uno paradigmático es el de Alejandro Chadwick Ortúzar con Leonor Errázuriz Echazarreta, sobrina bisnieta de Maximiano Errázuriz Valdivieso (1832-1890), agrimensor y político conservador, diputado y senador de Chile, precursor de la industria vitivinícola chilena como fundador de la Viña Errázuriz Panquehue, en 1870, y poseedor en su tiempo de una de las fortunas más grandes de Chile.

### Período de dictadura militar (1973-1990)
Durante la dictadura militar de Augusto Pinochet, la familia Chadwick aumentó considerablemente su riqueza. Herman Chadwick Valdés, quien desde 1949 trabajaba como notario, fue nombrado el 13 de enero de 1977 por el mismo Pinochet como Conservador de Bienes Raíces de Santiago, uno de los puestos más apetecidos del Poder Judicial de Chile, percibir un sueldo que en 2010 rondaba los 50 millones de pesos mensuales, con creces uno de los más altos de ese país. Herman ocupó este cargo durante 20 años, hasta que renunció a él en 1997, con 84 años de edad y un año antes de su muerte.
Patricio Cortés Chadwick, hijo del ex almirante Carlos Cortés y de María Chadwick Valdés, ejerció durante gran parte de dicho período como director nacional del Servicio Nacional de Aduanas. Asimismo, Roberto Darrigrandi Chadwick, hijo de Lucía Chadwick Valdés y del general del Ejército Héctor Darrigrandi Aguirre, fue director de la Empresa de los Ferrocarriles del Estado entre 1987 y 1990, administración durante la cual intentó atomizar la empresa, pese a la resistencia unánime de todos sus trabajadores.
Pese a lo anterior, también hubo miembros de la familia que resultaron gravemente dañados por la dictadura. Uno de los casos más relevantes es el de Claudio Jimeno Grendi, esposo de Isabel Chadwick y yerno del senador socialista Tomás Chadwick Valdés, quien, como asesor de Salvador Allende, fue detenido en el Palacio de La Moneda tras el golpe de Estado de 1973, apresado y posteriormente asesinado, formando parte de los numerosos detenidos desaparecidos de Chile hasta el hallazgo de sus restos óseos en 2001 y posterior reconocimiento de estos en 2014. Más aún, Jorge Enrique Chadwick Vergara, primo hermano de Isabel y por tanto primo político de Claudio Jimeno, estuvo casado hasta 1992 con la política socialista Denise Pascal, hija de Laura Allende Gossens y por tanto sobrina de Salvador Allende y descendiente directa de la familia Allende. Jorge, agricultor socialista nacido en La Serena, fue amigo de Beatriz Allende Bussi y pareja de Pilar Gazmuri, hija de Orlando Gazmuri, el médico de Salvador Allende. Tras el golpe de Estado se asiló en la embajada mexicana. Su madre, Rebeca Vergara, le pidió personalmente a José Toribio Merino que intentara apurar su libertad, pero este se lo negó a través de una carta, acusando a Jorge de haber traicionado a su familia, a su clase y a la Escuela Naval, donde había sido cadete. Fue por tanto uno de los últimos en partir al exilio en 1974. Durante los años 1990, Jorge estuvo cinco años preso en Suecia por tráfico de drogas. Hacia 2018, ya se encontraba distanciado de su familia, viviendo al interior de la Región de Coquimbo.

### Retorno a la democracia y actualidad
Otro miembro conocido de la familia, fuera del clan Chadwick Valdés, es el empresario y político Francisco de la Maza Chadwick, quien se desarrolló en el negocio de su familia como empresario agricultor y ganadero, en la región de La Araucanía adonde se fueron a vivir sus padres, Patricia Chadwick y Jorge de la Maza Lavandero. Más tarde, Francisco se trasladó a la capital, donde llegó a ser alcalde de Las Condes entre 2000 y 2016, y vicepresidente de la UDI entre 2012 y 2015.
En 2014, el abogado Herman Chadwick Larraín, quien se desempeñaba como síndico de quiebras, fue condenado por un caso de corrupción en el caso Caval.

## Religión
La mayoría de los Chadwick son católicos, y algunos de ellos relacionados con los Opus Dei. Los hijos de los Chadwick Ortúzar, por ejemplo, recibieron su educación básica y primaria en el Liceo Alemán y en el Colegio de los Sagrados Corazones de Santiago, para luego hacer estudios superiores en la Universidad Católica de Chile. Varios otros Chadwick han estudiado en el Colegio Alemán de Santiago, pero la gran mayoría de los hombres son egresados del Colegio del Verbo Divino de Las Condes y las mujeres del colegio de las Ursulinas de Santiago.
Juan Alfonso Chadwick Claro (1956-2003) fue propietario de la radioemisora Santa María de Guadalupe, sucesora de Radio Minería, durante unos años y hasta su muerte. La programación de esta radio era exclusivamente de carácter religioso.

## Patrimonio
La familia Chadwick en Chile se comenzó a enriquecer tempranamente, a partir de la llegada de Thomas Chadwick desde Inglaterra a inicios del siglo XIX, a través del negocio de la minería. Una vez instalada la familia en La Serena, adquirieron fundos que fueron traspasando en generaciones a través de su misma sangre, sumando otros que fueron recibiendo a través de relaciones de parentesco con otras familias, como los Valdés. Quienes más han explotado esta línea de negocios son seguramente los descendientes de los Chadwick Ortúzar, mezclados a su vez con descendientes de la aristocracia castellano-vasca, como los Errázuriz, y que se convirtieron en latifundistas de diversos fundos distribuidos principalmente en la zona centro-sur del país, los que son explotados desde la industria del vino y la malta, de la fruticultura y la ganadería. Juan Alfonso Chadwick Errázuriz, en particular, tuvo numerosas haciendas y viñas a su cargo, y fue uno de los responsables de la modernización de la industria vitivinícola en Chile.
Ya entrado el siglo XX, durante la dictadura militar de Augusto Pinochet entre 1973 y 1990, varias ramas de los Chadwick incrementaron ostensiblemente su patrimonio, a través de su asignación en distintos cargos de poder, siendo posiblemente el más beneficiado de ellos Herman Chadwick Valdés, a través de su cargo como Conservador de Bienes Raíces de Santiago, que le proporcionó un sueldo millonario durante dos décadas. Herman le obsequió una casa a cada uno de sus ocho hijos.
Para inicios del siglo XXI, las distintas ramas de los Chadwick poseían numerosas propiedades, empresas y cargos directivos tanto en el mundo público como privado. En 2000, Luis Chadwick Vergara compró parte de la Isla Jéchica y junto a su esposa e hija Carmen Chadwick, gerenta del proyecto, la administran para preservación y turismo de lujo a través de la Sociedad de Desarrollo Jéchica Ltda. Carmen es además dueña de un fundo frutícola en la Zona Centro de Chile. Eduardo Chadwick Claro, el hijo menor de Juan Alfonso Chadwick Errázuriz, se hizo cargo del negocio vitivinícola de su padre, logrando situar sus vinos a nivel internacional. Hacia 2005, se sabe que la producción del empresario alcanzó un volumen de 1,3 millones de cajas de vino, la mayoría de ellas exportadas al extranjero, con ventas de alrededor de US$ 50 millones.
Herman Chadwick Valdés dejó en herencia a los Chadwick Piñera una parcela de tres hectáreas ubicada en el barrio San Damián de Vitacura, el más costoso de Chile, evaluada hacia 2010 en al menos US$8 millones de dólares. Los hermanos lo mantienen como zona de agrado y encuentro familiar. Por otra parte, la casa utilizada como sede del partido de derecha Unión Demócrata Independiente (UDI), ubicada en calle Suecia 286, Providencia, Santiago de Chile, pertenece a Carmen Floto Chadwick, hija de Lorenzo Floto y Adriana Chadwick Valdés.

## Política
En 1935, Paulette Piñera Carvallo, esposa de Herman Chadwick Valdés de quien descienden los Chadwick-Piñera, fue una de las fundadoras del partido político Falange Nacional, escindido del antiguo Partido Conservador, de derecha. Este nuevo partido de centro falangista sentó las bases de lo que en 1957 sería el Partido Demócrata Cristiano (PDC).
Para mediados de los años 1960, la mayoría de miembros de la familia Chadwick se inclinaba hacia el centro político conservador, representado fundamentalmente por el PDC y las ideas de «revolución en libertad» promovidas por el presidente de Chile, Eduardo Frei Montalva (1964-1970). Sin embargo, a partir del gobierno socialista de Salvador Allende (1970-1973) varias ramas de la familia se polarizaron. Unos pocos, como los Chadwick-Weinstein, algunos Chadwick-Vergara y Chadwick-Piñera, se inclinaron hacia la izquierda, resultando muy afectados tras el golpe de Estado de 1973 e inicio de la dictadura militar de Augusto Pinochet. En tanto, la mayoría de las demás ramas, especialmente la encabezada por Herman Chadwick Valdés y sus hijos varones, del clan Chadwick-Piñera, Herman y Andrés, se decantaron hacia la derecha política, aumentando su poder político y económico durante toda la dictadura e incluso después del retorno a la democracia. En el caso de Herman Chadwick Piñera, mantiene amistad con políticos de diversos colores, como Jaime Ravinet (DC), Joaquín Lavín (UDI) o el expresidente Ricardo Lagos (PPD), quien lo designó bajo su mandato como presidente del Consejo Nacional de Televisión de Chile (CNTV) y fue uno de sus principales aliados durante la primera mitad de los años 2000 en el negocio de las concesiones de obras viales del país. En marzo de 2006, una vez Lagos dejó la presidencia, Herman donó una millonaria suma para la creación de la Fundación Democracia y Desarrollo del expresidente, y un mes después fue designado bajo el recién asumido gobierno de Michelle Bachelet como presidente de la Asociación de Concesionarios de Obras de Infraestructura Pública, una entidad gremial chilena que agrupa a las sociedades anónimas titulares de contratos de concesión licitados por el Ministerio de Obras Públicas.
En las últimas generaciones, aquellas nacidas desde fines de los años 1960 y que por tanto se criaron en dictadura, la diversidad aumenta, apareciendo algunos artistas y personas más apolíticas. Entre los hijos de María Pabla Chadwick Piñera, Patricio Fernández Chadwick fundó el periódico de izquierda The Clinic, mientras que su hermana Macarena es empresaria en el rubro del diseño y fundadora de la marca Imagen. Entre los hijos de Herman Chadwick Piñera, en cambio, María Irene Chadwick Larraín fue concejala por el partido de derecha Unión Demócrata Independiente (UDI) en Macul, obteniendo la primera mayoría nacional entre los concejales electos en las municipales de 2000. María Irene se ha postulado a la alcaldía de dicha comuna en diversas ocasiones, y además dirige una exitosa agencia de comunicaciones y lobby. De las hijas de María Teresa Chadwick Piñera y el político José Antonio Viera-Gallo (PS), María José Viera-Gallo Chadwick se inició como periodista colaborando en la Zona de Contacto de El Mercurio y luego se hizo escritora; su hermana Manuela, artista plástica que vive en Nueva York, se hizo conocida en Chile tras exponer una obra de su padre, por entonces senador, en calzoncillos. Finalmente, entre los hijos del político Andrés Chadwick Piñera (UDI), María Victoria es orfebre y tiene un taller de joyas, María Camila es periodista y fue la jefa de gabinete de la ministra de Educación Marcela Cubillos, y Andrés se inició en el rubro del cine.

## Problemas legales en elsigloXXI
En abril de 2002, el periódico El Mercurio comenzó a publicar una serie de artículos relacionados con Juan Alfonso Chadwick Claro, hijo de Juan Alfonso Chadwick Errázuriz y hermano mayor de Eduardo Chadwick Claro, así como de otros connotados jugadores de polo de Chile. En dichos artículos se afirmaba que el mayor varón de los Chadwick Claro tenía deudas de más de US$ 27 millones de dólares con el Banco de A. Edwards, el Banco BHIF, el Banco Santander y el Dresdner Bank, producto de negocios malogrados con su empresa de papeles murales Colowall, Maltería La Calera, y empresas inmobiliarias con ambiciosos proyectos en Colina y Lampa: Constructora Las Higueras, Edinac e Inmobiliaria Santa Teresita. Esto se sumaba al peligro de quiebra de su radioemisora religiosa Santa María de Guadalupe, sucesora de Radio Minería. El agobio por los numerosos juicios y peticiones de quiebra fueron tales, que Juan Alfonso se acabó suicidando en marzo de 2003, de un disparo en la boca.

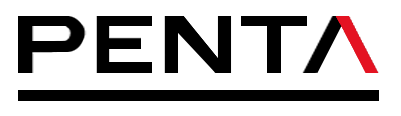
Logo de la Empresas Penta, entidad involucrada en el millonario caso de corrupción conocido como Caso Penta.

Entre 2014 y 2018, Herman Chadwick Larraín, hijo de Herman Chadwick Piñera y María Larraín Herrera, fue declarado culpable y condenado por corrupción por el Caso Caval. El mismo 2018, Carlos Eugenio Lavín García-Huidobro, casado en segundas nupcias con María de la Luz Chadwick Hurtado (hija única del primer matrimonio de Juan Alfonso Chadwick Errázuriz con Luz Hurtado Fabres), fue condenado junto a su socio Carlos Délano por un millonario caso de corrupción conocido como Caso Penta. A fines de 2019, Andrés Chadwick Piñera, hijo de Herman Chadwick Valdés y Paulette Piñera Carvallo, fue acusado constitucionalmente por el Congreso Nacional de Chile, responsabilizándolo políticamente por las violaciones de los derechos humanos cometidas por Carabineros y el Ejército durante las protestas de 2019, en su rol como ministro del Interior y Seguridad Pública del segundo gobierno de su primo, Sebastián Piñera.

## Árbol genealógico
| | | | | | |                     |                     |                             |                             |                             |                             |                             |                             |                   |                   | John Chadwick | | | | | | | | | |                       |                       |                       |                       |                     |                     |                        |                        |                        |                        |                                                                                                  |                                                                                                  |                                                                                                  |                                                                                                  | | | | | | |                              |                              |                              |                              |                          |                          | | | | | | |                                                                                           |                                                                                           |                                                                                           |                                                                                           |                              |                              | | | | | | |                         |                         |                         |                         |                         |                         | | | | | | | | | | |                                   |                                   |                                   |                                   |                                |                                |                                |                                |                           |                           |                           |                           |           |           |                 |                 |                 |                 |                 |                 |       |       |                               |                               |                               |                               |                               |                               |  |  |          |          |          |          |          |          |  |  |  |  |  |  |
| | | | | | |                     |                     |                             |                             |                             |                             |                             |                             |                   |                   | | | | | | | | | | |                       |                       |                       |                       |                     |                     |                        |                        |                        |                        |                                                                                                  |                                                                                                  |                                                                                                  |                                                                                                  | | | | | | |                              |                              |                              |                              |                          |                          | | | | | | |                                                                                           |                                                                                           |                                                                                           |                                                                                           |                              |                              | | | | | | |                         |                         |                         |                         |                         |                         | | | | | | | | | | |                                   |                                   |                                   |                                   |                                |                                |                                |                                |                           |                           |                           |                           |           |           |                 |                 |                 |                 |                 |                 |       |       |                               |                               |                               |                               |                               |                               |  |  |          |          |          |          |          |          |  |  |  |  |  |  |
| | | | | | |                     |                     |                             |                             |                             |                             |                             |                             |                   |                   | ¿? Chadwick | ¿? Chadwick | ¿? Chadwick | ¿? Chadwick | ¿? Chadwick | ¿? Chadwick | | | ¿? Lilli | ¿? Lilli | ¿? Lilli              | ¿? Lilli              | ¿? Lilli              | ¿? Lilli              |                     |                     |                        |                        |                        |                        |                                                                                                  |                                                                                                  |                                                                                                  |                                                                                                  | | | | | | |                              |                              |                              |                              |                          |                          | | | | | | |                                                                                           |                                                                                           |                                                                                           |                                                                                           |                              |                              | | | | | | |                         |                         |                         |                         |                         |                         | | | | | | | | | | |                                   |                                   |                                   |                                   |                                |                                |                                |                                |                           |                           |                           |                           |           |           |                 |                 |                 |                 |                 |                 |       |       |                               |                               |                               |                               |                               |                               |  |  |          |          |          |          |          |          |  |  |  |  |  |  |
| | | | | | |                     |                     |                             |                             |                             |                             |                             |                             |                   |                   | ¿? Chadwick | ¿? Chadwick | ¿? Chadwick | ¿? Chadwick | ¿? Chadwick | ¿? Chadwick | | | ¿? Lilli | ¿? Lilli | ¿? Lilli              | ¿? Lilli              | ¿? Lilli              | ¿? Lilli              |                     |                     |                        |                        |                        |                        |                                                                                                  |                                                                                                  |                                                                                                  |                                                                                                  | | | | | | |                              |                              |                              |                              |                          |                          | | | | | | |                                                                                           |                                                                                           |                                                                                           |                                                                                           |                              |                              | | | | | | |                         |                         |                         |                         |                         |                         | | | | | | | | | | |                                   |                                   |                                   |                                   |                                |                                |                                |                                |                           |                           |                           |                           |           |           |                 |                 |                 |                 |                 |                 |       |       |                               |                               |                               |                               |                               |                               |  |  |          |          |          |          |          |          |  |  |  |  |  |  |
| | | | | | |                     |                     |                             |                             |                             |                             |                             |                             |                   |                   | | | | | | | | | | |                       |                       |                       |                       |                     |                     |                        |                        |                        |                        |                                                                                                  |                                                                                                  |                                                                                                  |                                                                                                  | | | | | | |                              |                              |                              |                              |                          |                          | | | | | | |                                                                                           |                                                                                           |                                                                                           |                                                                                           |                              |                              | | | | | | |                         |                         |                         |                         |                         |                         | | | | | | | | | | |                                   |                                   |                                   |                                   |                                |                                |                                |                                |                           |                           |                           |                           |           |           |                 |                 |                 |                 |                 |                 |       |       |                               |                               |                               |                               |                               |                               |  |  |          |          |          |          |          |          |  |  |  |  |  |  |
| | | | | | |                     |                     |                             |                             |                             |                             |                             |                             |                   |                   | | | | | Thomas | Thomas | Thomas | Thomas | Thomas | Thomas |                       |                       | Dolores Amenábar      | Dolores Amenábar      | Dolores Amenábar    | Dolores Amenábar    | Dolores Amenábar       | Dolores Amenábar       |                        |                        |                                                                                                  |                                                                                                  |                                                                                                  |                                                                                                  | | | | | | |                              |                              |                              |                              |                          |                          | | | | | | |                                                                                           |                                                                                           |                                                                                           |                                                                                           |                              |                              | | | | | | |                         |                         |                         |                         |                         |                         | | | | | | | | | | |                                   |                                   |                                   |                                   |                                |                                |                                |                                |                           |                           |                           |                           |           |           |                 |                 |                 |                 |                 |                 |       |       |                               |                               |                               |                               |                               |                               |  |  |          |          |          |          |          |          |  |  |  |  |  |  |
| | | | | | |                     |                     |                             |                             |                             |                             |                             |                             |                   |                   | | | | | Thomas | Thomas | Thomas | Thomas | Thomas | Thomas |                       |                       | Dolores Amenábar      | Dolores Amenábar      | Dolores Amenábar    | Dolores Amenábar    | Dolores Amenábar       | Dolores Amenábar       |                        |                        |                                                                                                  |                                                                                                  |                                                                                                  |                                                                                                  | | | | | | |                              |                              |                              |                              |                          |                          | | | | | | |                                                                                           |                                                                                           |                                                                                           |                                                                                           |                              |                              | | | | | | |                         |                         |                         |                         |                         |                         | | | | | | | | | | |                                   |                                   |                                   |                                   |                                |                                |                                |                                |                           |                           |                           |                           |           |           |                 |                 |                 |                 |                 |                 |       |       |                               |                               |                               |                               |                               |                               |  |  |          |          |          |          |          |          |  |  |  |  |  |  |
| | | | | | |                     |                     |                             |                             |                             |                             |                             |                             |                   |                   | | | | | | | | | | |                       |                       |                       |                       |                     |                     |                        |                        |                        |                        |                                                                                                  |                                                                                                  |                                                                                                  |                                                                                                  | | | | | | |                              |                              |                              |                              |                          |                          | | | | | | |                                                                                           |                                                                                           |                                                                                           |                                                                                           |                              |                              | | | | | | |                         |                         |                         |                         |                         |                         | | | | | | | | | | |                                   |                                   |                                   |                                   |                                |                                |                                |                                |                           |                           |                           |                           |           |           |                 |                 |                 |                 |                 |                 |       |       |                               |                               |                               |                               |                               |                               |  |  |          |          |          |          |          |          |  |  |  |  |  |  |
| | | | | | |                     |                     |                             |                             |                             |                             |                             |                             |                   |                   | | | | | | | | | | |                       |                       |                       |                       |                     |                     |                        |                        |                        |                        |                                                                                                  |                                                                                                  |                                                                                                  |                                                                                                  | | | | | | |                              |                              |                              |                              |                          |                          | | | | | | |                                                                                           |                                                                                           |                                                                                           |                                                                                           |                              |                              | | | | | | |                         |                         |                         |                         |                         |                         | | | | | | | | | | |                                   |                                   |                                   |                                   |                                |                                |                                |                                |                           |                           |                           |                           |           |           |                 |                 |                 |                 |                 |                 |       |       |                               |                               |                               |                               |                               |                               |  |  |          |          |          |          |          |          |  |  |  |  |  |  |
| Alejandro | Alejandro | Alejandro | Alejandro | Alejandro | Alejandro |                     |                     | Rosario Ortúzar             | Rosario Ortúzar             | Rosario Ortúzar             | Rosario Ortúzar             | Rosario Ortúzar             | Rosario Ortúzar             |                   |                   | Roberto | Roberto | Roberto | Roberto | Roberto | Roberto | | | Manuela Castro | Manuela Castro | Manuela Castro        | Manuela Castro        | Manuela Castro        | Manuela Castro        |                     |                     | Margarita              | Margarita              | Margarita              | Margarita              | Margarita                                                                                        | Margarita                                                                                        |                                                                                                  |                                                                                                  | Roberto Álvarez | Roberto Álvarez | Roberto Álvarez | Roberto Álvarez | Roberto Álvarez | Roberto Álvarez |                              |                              | Rita                         | Rita                         | Rita                     | Rita                     | Rita | Rita | | | Carlos Leiva | Carlos Leiva | Carlos Leiva                                                                              | Carlos Leiva                                                                              | Carlos Leiva                                                                              | Carlos Leiva                                                                              |                              |                              | | | | | | |                         |                         |                         |                         |                         |                         | | | | | | | | | | |                                   |                                   |                                   |                                   |                                |                                |                                |                                |                           |                           |                           |                           |           |           |                 |                 |                 |                 |                 |                 |       |       |                               |                               |                               |                               |                               |                               |  |  |          |          |          |          |          |          |  |  |  |  |  |  |
| Alejandro | Alejandro | Alejandro | Alejandro | Alejandro | Alejandro |                     |                     | Rosario Ortúzar             | Rosario Ortúzar             | Rosario Ortúzar             | Rosario Ortúzar             | Rosario Ortúzar             | Rosario Ortúzar             |                   |                   | Roberto | Roberto | Roberto | Roberto | Roberto | Roberto | | | Manuela Castro | Manuela Castro | Manuela Castro        | Manuela Castro        | Manuela Castro        | Manuela Castro        |                     |                     | Margarita              | Margarita              | Margarita              | Margarita              | Margarita                                                                                        | Margarita                                                                                        |                                                                                                  |                                                                                                  | Roberto Álvarez | Roberto Álvarez | Roberto Álvarez | Roberto Álvarez | Roberto Álvarez | Roberto Álvarez |                              |                              | Rita                         | Rita                         | Rita                     | Rita                     | Rita | Rita | | | Carlos Leiva | Carlos Leiva | Carlos Leiva                                                                              | Carlos Leiva                                                                              | Carlos Leiva                                                                              | Carlos Leiva                                                                              |                              |                              | | | | | | |                         |                         |                         |                         |                         |                         | | | | | | | | | | |                                   |                                   |                                   |                                   |                                |                                |                                |                                |                           |                           |                           |                           |           |           |                 |                 |                 |                 |                 |                 |       |       |                               |                               |                               |                               |                               |                               |  |  |          |          |          |          |          |          |  |  |  |  |  |  |
| | | | | | |                     |                     |                             |                             |                             |                             |                             |                             |                   |                   | | | | | | | | | | |                       |                       |                       |                       |                     |                     |                        |                        |                        |                        |                                                                                                  |                                                                                                  |                                                                                                  |                                                                                                  | | | | | | |                              |                              |                              |                              |                          |                          | | | | | | |                                                                                           |                                                                                           |                                                                                           |                                                                                           |                              |                              | | | | | | |                         |                         |                         |                         |                         |                         | | | | | | | | | | |                                   |                                   |                                   |                                   |                                |                                |                                |                                |                           |                           |                           |                           |           |           |                 |                 |                 |                 |                 |                 |       |       |                               |                               |                               |                               |                               |                               |  |  |          |          |          |          |          |          |  |  |  |  |  |  |
| | | | | | |                     |                     |                             |                             |                             |                             |                             |                             |                   |                   | | | | | | | | | | |                       |                       |                       |                       |                     |                     |                        |                        |                        |                        |                                                                                                  |                                                                                                  |                                                                                                  |                                                                                                  | | | | | | |                              |                              |                              |                              |                          |                          | | | | | | |                                                                                           |                                                                                           |                                                                                           |                                                                                           |                              |                              | | | | | | |                         |                         |                         |                         |                         |                         | | | | | | | | | | |                                   |                                   |                                   |                                   |                                |                                |                                |                                |                           |                           |                           |                           |           |           |                 |                 |                 |                 |                 |                 |       |       |                               |                               |                               |                               |                               |                               |  |  |          |          |          |          |          |          |  |  |  |  |  |  |
| | | | | | |                     |                     |                             |                             |                             |                             |                             |                             |                   |                   | | | | | | | | | | |                       |                       |                       |                       |                     |                     |                        |                        |                        |                        |                                                                                                  |                                                                                                  |                                                                                                  |                                                                                                  | | | | | | |                              |                              |                              |                              |                          |                          | | | | | | |                                                                                           |                                                                                           |                                                                                           |                                                                                           |                              |                              | | | | | | |                         |                         |                         |                         |                         |                         | | | | | Familia Valdés | | | | | |                                   |                                   |                                   |                                   |                                |                                |                                |                                |                           |                           |                           |                           |           |           |                 |                 |                 |                 |                 |                 |       |       |                               |                               |                               |                               |                               |                               |  |  |          |          |          |          |          |          |  |  |  |  |  |  |
| | | | | | |                     |                     |                             |                             |                             |                             |                             |                             |                   |                   | | | | | | | | | | |                       |                       |                       |                       |                     |                     |                        |                        |                        |                        |                                                                                                  |                                                                                                  |                                                                                                  |                                                                                                  | | | | | | |                              |                              |                              |                              |                          |                          | | | | | | |                                                                                           |                                                                                           |                                                                                           |                                                                                           |                              |                              | | | | | | |                         |                         |                         |                         |                         |                         | | | | | | | | | | |                                   |                                   |                                   |                                   |                                |                                |                                |                                |                           |                           |                           |                           |           |           |                 |                 |                 |                 |                 |                 |       |       |                               |                               |                               |                               |                               |                               |  |  |          |          |          |          |          |          |  |  |  |  |  |  |
| Marta (n. 1880) | Marta (n. 1880) | Marta (n. 1880) | Marta (n. 1880) | Marta (n. 1880) | Marta (n. 1880) |                     |                     | Alejandro (n. 1883)         | Alejandro (n. 1883)         | Alejandro (n. 1883)         | Alejandro (n. 1883)         | Alejandro (n. 1883)         | Alejandro (n. 1883)         |                   |                   | Guillermo (1887-1971)                                                                                                   | Guillermo (1887-1971)                                                                                                   | Guillermo (1887-1971)                                                                                                   | Guillermo (1887-1971)                                                                                                   | Guillermo (1887-1971) | Guillermo (1887-1971) | | | Alberto | Alberto | Alberto               | Alberto               | Alberto               | Alberto               |                     |                     | Jorge                  | Jorge                  | Jorge                  | Jorge                  | Jorge                                                                                            | Jorge                                                                                            |                                                                                                  |                                                                                                  | Ana Victoria | Ana Victoria | Ana Victoria | Ana Victoria | Ana Victoria | Ana Victoria |                              |                              | Roberto Tomás                | Roberto Tomás                | Roberto Tomás            | Roberto Tomás            | Roberto Tomás | Roberto Tomás | | | María Mercedes (n. 1877)                                                                                               | María Mercedes (n. 1877)                                                                                               | María Mercedes (n. 1877)                                                                  | María Mercedes (n. 1877)                                                                  | María Mercedes (n. 1877)                                                                  | María Mercedes (n. 1877)                                                                  |                              |                              | Carlos (1880-1965)                                                                                                   | Carlos (1880-1965)                                                                                                   | Carlos (1880-1965)                                                                                                   | Carlos (1880-1965)                                                                                                   | Carlos (1880-1965)                                                                                                   | Carlos (1880-1965)                                                                                                   |                         |                         | Julia Rosa              | Julia Rosa              | Julia Rosa              | Julia Rosa              | Julia Rosa                                                                                              | Julia Rosa                                                                                              | | | [[File:José Antonio Valdés González.jpg\|100px\|alt={{{Alt\|{{{descripción}}}]] José Antonio Valdés G. (1865-1940) | [[File:José Antonio Valdés González.jpg\|100px\|alt={{{Alt\|{{{descripción}}}]] José Antonio Valdés G. (1865-1940) | [[File:José Antonio Valdés González.jpg\|100px\|alt={{{Alt\|{{{descripción}}}]] José Antonio Valdés G. (1865-1940) | [[File:José Antonio Valdés González.jpg\|100px\|alt={{{Alt\|{{{descripción}}}]] José Antonio Valdés G. (1865-1940) | [[File:José Antonio Valdés González.jpg\|100px\|alt={{{Alt\|{{{descripción}}}]] José Antonio Valdés G. (1865-1940) | [[File:José Antonio Valdés González.jpg\|100px\|alt={{{Alt\|{{{descripción}}}]] José Antonio Valdés G. (1865-1940) |                                   |                                   |                                   |                                   |                                |                                |                                |                                |                           |                           |                           |                           |           |           |                 |                 |                 |                 |                 |                 |       |       |                               |                               |                               |                               |                               |                               |  |  |          |          |          |          |          |          |  |  |  |  |  |  |
| Marta (n. 1880) | Marta (n. 1880) | Marta (n. 1880) | Marta (n. 1880) | Marta (n. 1880) | Marta (n. 1880) |                     |                     | Alejandro (n. 1883)         | Alejandro (n. 1883)         | Alejandro (n. 1883)         | Alejandro (n. 1883)         | Alejandro (n. 1883)         | Alejandro (n. 1883)         |                   |                   | Guillermo (1887-1971)                                                                                                   | Guillermo (1887-1971)                                                                                                   | Guillermo (1887-1971)                                                                                                   | Guillermo (1887-1971)                                                                                                   | Guillermo (1887-1971) | Guillermo (1887-1971) | | | Alberto | Alberto | Alberto               | Alberto               | Alberto               | Alberto               |                     |                     | Jorge                  | Jorge                  | Jorge                  | Jorge                  | Jorge                                                                                            | Jorge                                                                                            |                                                                                                  |                                                                                                  | Ana Victoria | Ana Victoria | Ana Victoria | Ana Victoria | Ana Victoria | Ana Victoria |                              |                              | Roberto Tomás                | Roberto Tomás                | Roberto Tomás            | Roberto Tomás            | Roberto Tomás | Roberto Tomás | | | María Mercedes (n. 1877)                                                                                               | María Mercedes (n. 1877)                                                                                               | María Mercedes (n. 1877)                                                                  | María Mercedes (n. 1877)                                                                  | María Mercedes (n. 1877)                                                                  | María Mercedes (n. 1877)                                                                  |                              |                              | Carlos (1880-1965)                                                                                                   | Carlos (1880-1965)                                                                                                   | Carlos (1880-1965)                                                                                                   | Carlos (1880-1965)                                                                                                   | Carlos (1880-1965)                                                                                                   | Carlos (1880-1965)                                                                                                   |                         |                         | Julia Rosa              | Julia Rosa              | Julia Rosa              | Julia Rosa              | Julia Rosa                                                                                              | Julia Rosa                                                                                              | | | [[File:José Antonio Valdés González.jpg\|100px\|alt={{{Alt\|{{{descripción}}}]] José Antonio Valdés G. (1865-1940) | [[File:José Antonio Valdés González.jpg\|100px\|alt={{{Alt\|{{{descripción}}}]] José Antonio Valdés G. (1865-1940) | [[File:José Antonio Valdés González.jpg\|100px\|alt={{{Alt\|{{{descripción}}}]] José Antonio Valdés G. (1865-1940) | [[File:José Antonio Valdés González.jpg\|100px\|alt={{{Alt\|{{{descripción}}}]] José Antonio Valdés G. (1865-1940) | [[File:José Antonio Valdés González.jpg\|100px\|alt={{{Alt\|{{{descripción}}}]] José Antonio Valdés G. (1865-1940) | [[File:José Antonio Valdés González.jpg\|100px\|alt={{{Alt\|{{{descripción}}}]] José Antonio Valdés G. (1865-1940) |                                   |                                   |                                   |                                   |                                |                                |                                |                                |                           |                           |                           |                           |           |           |                 |                 |                 |                 |                 |                 |       |       |                               |                               |                               |                               |                               |                               |  |  |          |          |          |          |          |          |  |  |  |  |  |  |
| | | | | | |                     |                     | Fam. Errázuriz              |                             |                             |                             |                             |                             |                   |                   | | | | | | | | | | |                       |                       |                       |                       |                     |                     |                        |                        |                        |                        |                                                                                                  |                                                                                                  |                                                                                                  |                                                                                                  | | | | | | |                              |                              |                              |                              |                          |                          | | | | | | |                                                                                           |                                                                                           |                                                                                           |                                                                                           |                              |                              | | | | | | |                         |                         |                         |                         |                         |                         | | | | | | | | | | |                                   |                                   |                                   |                                   |                                |                                |                                |                                |                           |                           |                           |                           |           |           |                 |                 |                 |                 |                 |                 |       |       |                               |                               |                               |                               |                               |                               |  |  |          |          |          |          |          |          |  |  |  |  |  |  |
| | | | | | |                     |                     |                             |                             |                             |                             |                             |                             |                   |                   | | | | | | | | | | |                       |                       |                       |                       |                     |                     |                        |                        |                        |                        |                                                                                                  |                                                                                                  |                                                                                                  |                                                                                                  | | | | | | |                              |                              |                              |                              |                          |                          | | | | | | |                                                                                           |                                                                                           |                                                                                           |                                                                                           |                              |                              | | | | | | |                         |                         |                         |                         |                         |                         | | | | | | | | | | |                                   |                                   |                                   |                                   |                                |                                |                                |                                |                           |                           |                           |                           |           |           |                 |                 |                 |                 |                 |                 |       |       |                               |                               |                               |                               |                               |                               |  |  |          |          |          |          |          |          |  |  |  |  |  |  |
| Hernán Correa (n. 1877)                                                                                             | Hernán Correa (n. 1877)                                                                                             | Hernán Correa (n. 1877)                                                                                             | Hernán Correa (n. 1877)                                                                                             | Hernán Correa (n. 1877)                                                                                             | Hernán Correa (n. 1877)                                                                                             |                     |                     | Leonor Errázuriz (n. 1888)  | Leonor Errázuriz (n. 1888)  | Leonor Errázuriz (n. 1888)  | Leonor Errázuriz (n. 1888)  | Leonor Errázuriz (n. 1888)  | Leonor Errázuriz (n. 1888)  |                   |                   | Blanca Ortúzar (n. 1896)                                                                                                | Blanca Ortúzar (n. 1896)                                                                                                | Blanca Ortúzar (n. 1896)                                                                                                | Blanca Ortúzar (n. 1896)                                                                                                | Blanca Ortúzar (n. 1896)                                                                                                   | Blanca Ortúzar (n. 1896)                                                                                                   | | | Emma Ortúzar | Emma Ortúzar | Emma Ortúzar          | Emma Ortúzar          | Emma Ortúzar          | Emma Ortúzar          |                     |                     | Consuelo Larraín       | Consuelo Larraín       | Consuelo Larraín       | Consuelo Larraín       | Consuelo Larraín                                                                                 | Consuelo Larraín                                                                                 |                                                                                                  |                                                                                                  | Guillermo Varela | Guillermo Varela | Guillermo Varela | Guillermo Varela | Guillermo Varela | Guillermo Varela |                              |                              | Adriana Valdés               | Adriana Valdés               | Adriana Valdés           | Adriana Valdés           | Adriana Valdés | Adriana Valdés | | | Guillermo Amenábar | Guillermo Amenábar | Guillermo Amenábar                                                                        | Guillermo Amenábar                                                                        | Guillermo Amenábar                                                                        | Guillermo Amenábar                                                                        |                              |                              | Ester Mery | Ester Mery | Ester Mery | Ester Mery | Ester Mery | Ester Mery |                         |                         | Alfredo Solar           | Alfredo Solar           | Alfredo Solar           | Alfredo Solar           | Alfredo Solar                                                                                           | Alfredo Solar                                                                                           | | | | | | | | |                                   |                                   |                                   |                                   |                                |                                |                                |                                |                           |                           |                           |                           |           |           |                 |                 |                 |                 |                 |                 |       |       |                               |                               |                               |                               |                               |                               |  |  |          |          |          |          |          |          |  |  |  |  |  |  |
| Hernán Correa (n. 1877)                                                                                             | Hernán Correa (n. 1877)                                                                                             | Hernán Correa (n. 1877)                                                                                             | Hernán Correa (n. 1877)                                                                                             | Hernán Correa (n. 1877)                                                                                             | Hernán Correa (n. 1877)                                                                                             |                     |                     | Leonor Errázuriz (n. 1888)  | Leonor Errázuriz (n. 1888)  | Leonor Errázuriz (n. 1888)  | Leonor Errázuriz (n. 1888)  | Leonor Errázuriz (n. 1888)  | Leonor Errázuriz (n. 1888)  |                   |                   | Blanca Ortúzar (n. 1896)                                                                                                | Blanca Ortúzar (n. 1896)                                                                                                | Blanca Ortúzar (n. 1896)                                                                                                | Blanca Ortúzar (n. 1896)                                                                                                | Blanca Ortúzar (n. 1896)                                                                                                   | Blanca Ortúzar (n. 1896)                                                                                                   | | | Emma Ortúzar | Emma Ortúzar | Emma Ortúzar          | Emma Ortúzar          | Emma Ortúzar          | Emma Ortúzar          |                     |                     | Consuelo Larraín       | Consuelo Larraín       | Consuelo Larraín       | Consuelo Larraín       | Consuelo Larraín                                                                                 | Consuelo Larraín                                                                                 |                                                                                                  |                                                                                                  | Guillermo Varela | Guillermo Varela | Guillermo Varela | Guillermo Varela | Guillermo Varela | Guillermo Varela |                              |                              | Adriana Valdés               | Adriana Valdés               | Adriana Valdés           | Adriana Valdés           | Adriana Valdés | Adriana Valdés | | | Guillermo Amenábar | Guillermo Amenábar | Guillermo Amenábar                                                                        | Guillermo Amenábar                                                                        | Guillermo Amenábar                                                                        | Guillermo Amenábar                                                                        |                              |                              | Ester Mery | Ester Mery | Ester Mery | Ester Mery | Ester Mery | Ester Mery |                         |                         | Alfredo Solar           | Alfredo Solar           | Alfredo Solar           | Alfredo Solar           | Alfredo Solar                                                                                           | Alfredo Solar                                                                                           | | | | | | | | |                                   |                                   |                                   |                                   |                                |                                |                                |                                |                           |                           |                           |                           |           |           |                 |                 |                 |                 |                 |                 |       |       |                               |                               |                               |                               |                               |                               |  |  |          |          |          |          |          |          |  |  |  |  |  |  |
| | | | | | |                     |                     |                             |                             |                             |                             |                             |                             |                   |                   | | | | | | | | | | |                       |                       |                       |                       |                     |                     | (+5 hijos)             | (+5 hijos)             | (+5 hijos)             | (+5 hijos)             | (+5 hijos)                                                                                       | (+5 hijos)                                                                                       |                                                                                                  |                                                                                                  | | | | | | |                              |                              | (+4 hijos)                   | (+4 hijos)                   | (+4 hijos)               | (+4 hijos)               | (+4 hijos) | (+4 hijos) | | | | |                                                                                           |                                                                                           |                                                                                           |                                                                                           |                              |                              | | | | | | |                         |                         |                         |                         |                         |                         | | | | | | | | | | |                                   |                                   |                                   |                                   |                                |                                |                                |                                |                           |                           |                           |                           |           |           |                 |                 |                 |                 |                 |                 |       |       |                               |                               |                               |                               |                               |                               |  |  |          |          |          |          |          |          |  |  |  |  |  |  |
| Familia Larraín Familia Valdés                                                                                      | | | | | |                     |                     |                             |                             |                             |                             |                             |                             |                   |                   | | | | | | | | | | |                       |                       |                       |                       |                     |                     | (+5 hijos)             | (+5 hijos)             | (+5 hijos)             | (+5 hijos)             | (+5 hijos)                                                                                       | (+5 hijos)                                                                                       |                                                                                                  |                                                                                                  | | | | | | |                              |                              | (+4 hijos)                   | (+4 hijos)                   | (+4 hijos)               | (+4 hijos)               | (+4 hijos) | (+4 hijos) | | | | |                                                                                           |                                                                                           |                                                                                           |                                                                                           |                              |                              | | | | | | |                         |                         |                         |                         |                         |                         | | | | | | | | | | |                                   |                                   |                                   |                                   |                                |                                |                                |                                |                           |                           |                           |                           |           |           |                 |                 |                 |                 |                 |                 |       |       |                               |                               |                               |                               |                               |                               |  |  |          |          |          |          |          |          |  |  |  |  |  |  |
| | | | | | |                     |                     |                             |                             |                             |                             |                             |                             |                   |                   | | | | | | | | | | |                       |                       |                       |                       |                     |                     |                        |                        |                        |                        |                                                                                                  |                                                                                                  |                                                                                                  |                                                                                                  | | | | | | |                              |                              |                              |                              |                          |                          | | | | | | |                                                                                           |                                                                                           |                                                                                           |                                                                                           |                              |                              | | | | | | |                         |                         |                         |                         |                         |                         | | | | | | | | | | |                                   |                                   |                                   |                                   |                                |                                |                                |                                |                           |                           |                           |                           |           |           |                 |                 |                 |                 |                 |                 |       |       |                               |                               |                               |                               |                               |                               |  |  |          |          |          |          |          |          |  |  |  |  |  |  |
| [[File:José Manuel Larraín Valdés.jpg\|75px\|alt={{{Alt\|{{{descripción}}}]] José Manuel Larraín Valdés (1911-1998) | [[File:José Manuel Larraín Valdés.jpg\|75px\|alt={{{Alt\|{{{descripción}}}]] José Manuel Larraín Valdés (1911-1998) | [[File:José Manuel Larraín Valdés.jpg\|75px\|alt={{{Alt\|{{{descripción}}}]] José Manuel Larraín Valdés (1911-1998) | [[File:José Manuel Larraín Valdés.jpg\|75px\|alt={{{Alt\|{{{descripción}}}]] José Manuel Larraín Valdés (1911-1998) | [[File:José Manuel Larraín Valdés.jpg\|75px\|alt={{{Alt\|{{{descripción}}}]] José Manuel Larraín Valdés (1911-1998) | [[File:José Manuel Larraín Valdés.jpg\|75px\|alt={{{Alt\|{{{descripción}}}]] José Manuel Larraín Valdés (1911-1998) |                     |                     | Alejandro (1911-?)          | Alejandro (1911-?)          | Alejandro (1911-?)          | Alejandro (1911-?)          | Alejandro (1911-?)          | Alejandro (1911-?)          |                   |                   | [[File:Alfonso Chadwick, Estadio, 1946-01-26 (141).jpg\|230px\|alt={{{Alt\|{{{descripción}}}]] Juan Alfonso (1914-1993) | [[File:Alfonso Chadwick, Estadio, 1946-01-26 (141).jpg\|230px\|alt={{{Alt\|{{{descripción}}}]] Juan Alfonso (1914-1993) | [[File:Alfonso Chadwick, Estadio, 1946-01-26 (141).jpg\|230px\|alt={{{Alt\|{{{descripción}}}]] Juan Alfonso (1914-1993) | [[File:Alfonso Chadwick, Estadio, 1946-01-26 (141).jpg\|230px\|alt={{{Alt\|{{{descripción}}}]] Juan Alfonso (1914-1993) | [[File:Alfonso Chadwick, Estadio, 1946-01-26 (141).jpg\|230px\|alt={{{Alt\|{{{descripción}}}]] Juan Alfonso (1914-1993)    | [[File:Alfonso Chadwick, Estadio, 1946-01-26 (141).jpg\|230px\|alt={{{Alt\|{{{descripción}}}]] Juan Alfonso (1914-1993)    | | | Ma. Teresa | Ma. Teresa | Ma. Teresa            | Ma. Teresa            | Ma. Teresa            | Ma. Teresa            |                     |                     | Adriana (c. 1895-1929) | Adriana (c. 1895-1929) | Adriana (c. 1895-1929) | Adriana (c. 1895-1929) | Adriana (c. 1895-1929)                                                                           | Adriana (c. 1895-1929)                                                                           |                                                                                                  |                                                                                                  | María (c. 1895-1947) | María (c. 1895-1947) | María (c. 1895-1947) | María (c. 1895-1947) | María (c. 1895-1947) | María (c. 1895-1947) |                              |                              | Roberto (1907-?)             | Roberto (1907-?)             | Roberto (1907-?)         | Roberto (1907-?)         | Roberto (1907-?) | Roberto (1907-?) | | | [[File:Tomas-chadwick-valdes.jpg\|75px\|alt={{{Alt\|{{{descripción}}}]] Tomás (1911-1998)                              | [[File:Tomas-chadwick-valdes.jpg\|75px\|alt={{{Alt\|{{{descripción}}}]] Tomás (1911-1998)                              | [[File:Tomas-chadwick-valdes.jpg\|75px\|alt={{{Alt\|{{{descripción}}}]] Tomás (1911-1998) | [[File:Tomas-chadwick-valdes.jpg\|75px\|alt={{{Alt\|{{{descripción}}}]] Tomás (1911-1998) | [[File:Tomas-chadwick-valdes.jpg\|75px\|alt={{{Alt\|{{{descripción}}}]] Tomás (1911-1998) | [[File:Tomas-chadwick-valdes.jpg\|75px\|alt={{{Alt\|{{{descripción}}}]] Tomás (1911-1998) |                              |                              | Herman (1913-1998)                                                                                                   | Herman (1913-1998)                                                                                                   | Herman (1913-1998)                                                                                                   | Herman (1913-1998)                                                                                                   | Herman (1913-1998)                                                                                                   | Herman (1913-1998)                                                                                                   |                         |                         | Jorge (1915-?)          | Jorge (1915-?)          | Jorge (1915-?)          | Jorge (1915-?)          | Jorge (1915-?)                                                                                          | Jorge (1915-?)                                                                                          | | | | | | | | |                                   |                                   | Ana Lucía (1919-2017)             | Ana Lucía (1919-2017)             | Ana Lucía (1919-2017)          | Ana Lucía (1919-2017)          | Ana Lucía (1919-2017)          | Ana Lucía (1919-2017)          |                           |                           |                           |                           |           |           |                 |                 |                 |                 |                 |                 |       |       |                               |                               |                               |                               |                               |                               |  |  |          |          |          |          |          |          |  |  |  |  |  |  |
| [[File:José Manuel Larraín Valdés.jpg\|75px\|alt={{{Alt\|{{{descripción}}}]] José Manuel Larraín Valdés (1911-1998) | [[File:José Manuel Larraín Valdés.jpg\|75px\|alt={{{Alt\|{{{descripción}}}]] José Manuel Larraín Valdés (1911-1998) | [[File:José Manuel Larraín Valdés.jpg\|75px\|alt={{{Alt\|{{{descripción}}}]] José Manuel Larraín Valdés (1911-1998) | [[File:José Manuel Larraín Valdés.jpg\|75px\|alt={{{Alt\|{{{descripción}}}]] José Manuel Larraín Valdés (1911-1998) | [[File:José Manuel Larraín Valdés.jpg\|75px\|alt={{{Alt\|{{{descripción}}}]] José Manuel Larraín Valdés (1911-1998) | [[File:José Manuel Larraín Valdés.jpg\|75px\|alt={{{Alt\|{{{descripción}}}]] José Manuel Larraín Valdés (1911-1998) |                     |                     | Alejandro (1911-?)          | Alejandro (1911-?)          | Alejandro (1911-?)          | Alejandro (1911-?)          | Alejandro (1911-?)          | Alejandro (1911-?)          |                   |                   | [[File:Alfonso Chadwick, Estadio, 1946-01-26 (141).jpg\|230px\|alt={{{Alt\|{{{descripción}}}]] Juan Alfonso (1914-1993) | [[File:Alfonso Chadwick, Estadio, 1946-01-26 (141).jpg\|230px\|alt={{{Alt\|{{{descripción}}}]] Juan Alfonso (1914-1993) | [[File:Alfonso Chadwick, Estadio, 1946-01-26 (141).jpg\|230px\|alt={{{Alt\|{{{descripción}}}]] Juan Alfonso (1914-1993) | [[File:Alfonso Chadwick, Estadio, 1946-01-26 (141).jpg\|230px\|alt={{{Alt\|{{{descripción}}}]] Juan Alfonso (1914-1993) | [[File:Alfonso Chadwick, Estadio, 1946-01-26 (141).jpg\|230px\|alt={{{Alt\|{{{descripción}}}]] Juan Alfonso (1914-1993)    | [[File:Alfonso Chadwick, Estadio, 1946-01-26 (141).jpg\|230px\|alt={{{Alt\|{{{descripción}}}]] Juan Alfonso (1914-1993)    | | | Ma. Teresa | Ma. Teresa | Ma. Teresa            | Ma. Teresa            | Ma. Teresa            | Ma. Teresa            |                     |                     | Adriana (c. 1895-1929) | Adriana (c. 1895-1929) | Adriana (c. 1895-1929) | Adriana (c. 1895-1929) | Adriana (c. 1895-1929)                                                                           | Adriana (c. 1895-1929)                                                                           |                                                                                                  |                                                                                                  | María (c. 1895-1947) | María (c. 1895-1947) | María (c. 1895-1947) | María (c. 1895-1947) | María (c. 1895-1947) | María (c. 1895-1947) |                              |                              | Roberto (1907-?)             | Roberto (1907-?)             | Roberto (1907-?)         | Roberto (1907-?)         | Roberto (1907-?) | Roberto (1907-?) | | | [[File:Tomas-chadwick-valdes.jpg\|75px\|alt={{{Alt\|{{{descripción}}}]] Tomás (1911-1998)                              | [[File:Tomas-chadwick-valdes.jpg\|75px\|alt={{{Alt\|{{{descripción}}}]] Tomás (1911-1998)                              | [[File:Tomas-chadwick-valdes.jpg\|75px\|alt={{{Alt\|{{{descripción}}}]] Tomás (1911-1998) | [[File:Tomas-chadwick-valdes.jpg\|75px\|alt={{{Alt\|{{{descripción}}}]] Tomás (1911-1998) | [[File:Tomas-chadwick-valdes.jpg\|75px\|alt={{{Alt\|{{{descripción}}}]] Tomás (1911-1998) | [[File:Tomas-chadwick-valdes.jpg\|75px\|alt={{{Alt\|{{{descripción}}}]] Tomás (1911-1998) |                              |                              | Herman (1913-1998)                                                                                                   | Herman (1913-1998)                                                                                                   | Herman (1913-1998)                                                                                                   | Herman (1913-1998)                                                                                                   | Herman (1913-1998)                                                                                                   | Herman (1913-1998)                                                                                                   |                         |                         | Jorge (1915-?)          | Jorge (1915-?)          | Jorge (1915-?)          | Jorge (1915-?)          | Jorge (1915-?)                                                                                          | Jorge (1915-?)                                                                                          | | | | | | | | |                                   |                                   | Ana Lucía (1919-2017)             | Ana Lucía (1919-2017)             | Ana Lucía (1919-2017)          | Ana Lucía (1919-2017)          | Ana Lucía (1919-2017)          | Ana Lucía (1919-2017)          |                           |                           |                           |                           |           |           |                 |                 |                 |                 |                 |                 |       |       |                               |                               |                               |                               |                               |                               |  |  |          |          |          |          |          |          |  |  |  |  |  |  |
| | | | | | |                     |                     |                             |                             |                             |                             |                             |                             |                   |                   | | | | | | | | | | |                       |                       |                       |                       |                     |                     |                        |                        |                        |                        |                                                                                                  |                                                                                                  |                                                                                                  |                                                                                                  | | | | | | |                              |                              |                              |                              |                          |                          | | | | | | |                                                                                           |                                                                                           |                                                                                           |                                                                                           |                              |                              | | | | | | |                         |                         |                         |                         |                         |                         | | | | | | | | | | |                                   |                                   |                                   |                                   |                                |                                |                                |                                |                           |                           |                           |                           |           |           |                 |                 |                 |                 |                 |                 |       |       |                               |                               |                               |                               |                               |                               |  |  |          |          |          |          |          |          |  |  |  |  |  |  |
| | | | | | |                     |                     |                             |                             |                             |                             |                             |                             |                   |                   | | | | | | | | | | |                       |                       |                       |                       |                     |                     |                        |                        |                        |                        |                                                                                                  |                                                                                                  |                                                                                                  |                                                                                                  | | | | | | |                              |                              |                              |                              |                          |                          | | | | | | |                                                                                           |                                                                                           |                                                                                           |                                                                                           |                              |                              | Familia Piñera | Familia Piñera | Familia Piñera | Familia Piñera | Familia Piñera | Familia Piñera |                         |                         |                         |                         |                         |                         | | | | | Familia Allende | Familia Allende | Familia Allende | Familia Allende | Familia Allende | Familia Allende |                                   |                                   |                                   |                                   |                                |                                |                                |                                |                           |                           | (+1 hijo)                 | (+1 hijo)                 | (+1 hijo) | (+1 hijo) | (+1 hijo)       | (+1 hijo)       |                 |                 |                 |                 |       |       |                               |                               |                               |                               |                               |                               |  |  |          |          |          |          |          |          |  |  |  |  |  |  |
| | | | | | |                     |                     |                             |                             |                             |                             |                             |                             |                   |                   | | | | | | | | | | |                       |                       |                       |                       |                     |                     |                        |                        |                        |                        |                                                                                                  |                                                                                                  |                                                                                                  |                                                                                                  | | | | | | |                              |                              |                              |                              |                          |                          | | | | | | |                                                                                           |                                                                                           |                                                                                           |                                                                                           |                              |                              | Familia Piñera | Familia Piñera | Familia Piñera | Familia Piñera | Familia Piñera | Familia Piñera |                         |                         |                         |                         |                         |                         | | | | | Familia Allende | Familia Allende | Familia Allende | Familia Allende | Familia Allende | Familia Allende |                                   |                                   |                                   |                                   |                                |                                |                                |                                |                           |                           | (+1 hijo)                 | (+1 hijo)                 | (+1 hijo) | (+1 hijo) | (+1 hijo)       | (+1 hijo)       |                 |                 |                 |                 |       |       |                               |                               |                               |                               |                               |                               |  |  |          |          |          |          |          |          |  |  |  |  |  |  |
| Olivia Larraín Echeverría (1914-?)                                                                                  | Olivia Larraín Echeverría (1914-?)                                                                                  | Olivia Larraín Echeverría (1914-?)                                                                                  | Olivia Larraín Echeverría (1914-?)                                                                                  | Olivia Larraín Echeverría (1914-?)                                                                                  | Olivia Larraín Echeverría (1914-?)                                                                                  |                     |                     | Luz Hurtado Fabres (1922-?) | Luz Hurtado Fabres (1922-?) | Luz Hurtado Fabres (1922-?) | Luz Hurtado Fabres (1922-?) | Luz Hurtado Fabres (1922-?) | Luz Hurtado Fabres (1922-?) |                   |                   | Patricia Claro Marchant (1931-?)                                                                                        | Patricia Claro Marchant (1931-?)                                                                                        | Patricia Claro Marchant (1931-?)                                                                                        | Patricia Claro Marchant (1931-?)                                                                                        | Patricia Claro Marchant (1931-?)                                                                                           | Patricia Claro Marchant (1931-?)                                                                                           | | | Aníbal Valdés Larraín | Aníbal Valdés Larraín | Aníbal Valdés Larraín | Aníbal Valdés Larraín | Aníbal Valdés Larraín | Aníbal Valdés Larraín |                     |                     | Lorenzo Floto          | Lorenzo Floto          | Lorenzo Floto          | Lorenzo Floto          | Lorenzo Floto                                                                                    | Lorenzo Floto                                                                                    |                                                                                                  |                                                                                                  | Carlos Cortés | Carlos Cortés | Carlos Cortés | Carlos Cortés | Carlos Cortés | Carlos Cortés |                              |                              | Adriana Mery                 | Adriana Mery                 | Adriana Mery             | Adriana Mery             | Adriana Mery | Adriana Mery | | | Rebeca Weinstein (1914-?)                                                                                              | Rebeca Weinstein (1914-?)                                                                                              | Rebeca Weinstein (1914-?)                                                                 | Rebeca Weinstein (1914-?)                                                                 | Rebeca Weinstein (1914-?)                                                                 | Rebeca Weinstein (1914-?)                                                                 |                              |                              | Paulette Piñera Carvallo (1914-2011)                                                                                 | Paulette Piñera Carvallo (1914-2011)                                                                                 | Paulette Piñera Carvallo (1914-2011)                                                                                 | Paulette Piñera Carvallo (1914-2011)                                                                                 | Paulette Piñera Carvallo (1914-2011)                                                                                 | Paulette Piñera Carvallo (1914-2011)                                                                                 |                         |                         | Rebeca Vergara (1918-?) | Rebeca Vergara (1918-?) | Rebeca Vergara (1918-?) | Rebeca Vergara (1918-?) | Rebeca Vergara (1918-?)                                                                                 | Rebeca Vergara (1918-?)                                                                                 | | | [[File:Laura Allende Gossens BCN.jpg\|80px\|alt={{{Alt\|{{{descripción}}}]] Laura Allende (1911-1981)              | [[File:Laura Allende Gossens BCN.jpg\|80px\|alt={{{Alt\|{{{descripción}}}]] Laura Allende (1911-1981)              | [[File:Laura Allende Gossens BCN.jpg\|80px\|alt={{{Alt\|{{{descripción}}}]] Laura Allende (1911-1981)              | [[File:Laura Allende Gossens BCN.jpg\|80px\|alt={{{Alt\|{{{descripción}}}]] Laura Allende (1911-1981)              | [[File:Laura Allende Gossens BCN.jpg\|80px\|alt={{{Alt\|{{{descripción}}}]] Laura Allende (1911-1981)              | [[File:Laura Allende Gossens BCN.jpg\|80px\|alt={{{Alt\|{{{descripción}}}]] Laura Allende (1911-1981)              |                                   |                                   | Héctor Darrigrandi (1909-1979)    | Héctor Darrigrandi (1909-1979)    | Héctor Darrigrandi (1909-1979) | Héctor Darrigrandi (1909-1979) | Héctor Darrigrandi (1909-1979) | Héctor Darrigrandi (1909-1979) |                           |                           |                           |                           |           |           |                 |                 |                 |                 |                 |                 |       |       | Roberto Darrigrandi (n. 1943) | Roberto Darrigrandi (n. 1943) | Roberto Darrigrandi (n. 1943) | Roberto Darrigrandi (n. 1943) | Roberto Darrigrandi (n. 1943) | Roberto Darrigrandi (n. 1943) |  |  |          |          |          |          |          |          |  |  |  |  |  |  |
| Olivia Larraín Echeverría (1914-?)                                                                                  | Olivia Larraín Echeverría (1914-?)                                                                                  | Olivia Larraín Echeverría (1914-?)                                                                                  | Olivia Larraín Echeverría (1914-?)                                                                                  | Olivia Larraín Echeverría (1914-?)                                                                                  | Olivia Larraín Echeverría (1914-?)                                                                                  |                     |                     | Luz Hurtado Fabres (1922-?) | Luz Hurtado Fabres (1922-?) | Luz Hurtado Fabres (1922-?) | Luz Hurtado Fabres (1922-?) | Luz Hurtado Fabres (1922-?) | Luz Hurtado Fabres (1922-?) |                   |                   | Patricia Claro Marchant (1931-?)                                                                                        | Patricia Claro Marchant (1931-?)                                                                                        | Patricia Claro Marchant (1931-?)                                                                                        | Patricia Claro Marchant (1931-?)                                                                                        | Patricia Claro Marchant (1931-?)                                                                                           | Patricia Claro Marchant (1931-?)                                                                                           | | | Aníbal Valdés Larraín | Aníbal Valdés Larraín | Aníbal Valdés Larraín | Aníbal Valdés Larraín | Aníbal Valdés Larraín | Aníbal Valdés Larraín |                     |                     | Lorenzo Floto          | Lorenzo Floto          | Lorenzo Floto          | Lorenzo Floto          | Lorenzo Floto                                                                                    | Lorenzo Floto                                                                                    |                                                                                                  |                                                                                                  | Carlos Cortés | Carlos Cortés | Carlos Cortés | Carlos Cortés | Carlos Cortés | Carlos Cortés |                              |                              | Adriana Mery                 | Adriana Mery                 | Adriana Mery             | Adriana Mery             | Adriana Mery | Adriana Mery | | | Rebeca Weinstein (1914-?)                                                                                              | Rebeca Weinstein (1914-?)                                                                                              | Rebeca Weinstein (1914-?)                                                                 | Rebeca Weinstein (1914-?)                                                                 | Rebeca Weinstein (1914-?)                                                                 | Rebeca Weinstein (1914-?)                                                                 |                              |                              | Paulette Piñera Carvallo (1914-2011)                                                                                 | Paulette Piñera Carvallo (1914-2011)                                                                                 | Paulette Piñera Carvallo (1914-2011)                                                                                 | Paulette Piñera Carvallo (1914-2011)                                                                                 | Paulette Piñera Carvallo (1914-2011)                                                                                 | Paulette Piñera Carvallo (1914-2011)                                                                                 |                         |                         | Rebeca Vergara (1918-?) | Rebeca Vergara (1918-?) | Rebeca Vergara (1918-?) | Rebeca Vergara (1918-?) | Rebeca Vergara (1918-?)                                                                                 | Rebeca Vergara (1918-?)                                                                                 | | | [[File:Laura Allende Gossens BCN.jpg\|80px\|alt={{{Alt\|{{{descripción}}}]] Laura Allende (1911-1981)              | [[File:Laura Allende Gossens BCN.jpg\|80px\|alt={{{Alt\|{{{descripción}}}]] Laura Allende (1911-1981)              | [[File:Laura Allende Gossens BCN.jpg\|80px\|alt={{{Alt\|{{{descripción}}}]] Laura Allende (1911-1981)              | [[File:Laura Allende Gossens BCN.jpg\|80px\|alt={{{Alt\|{{{descripción}}}]] Laura Allende (1911-1981)              | [[File:Laura Allende Gossens BCN.jpg\|80px\|alt={{{Alt\|{{{descripción}}}]] Laura Allende (1911-1981)              | [[File:Laura Allende Gossens BCN.jpg\|80px\|alt={{{Alt\|{{{descripción}}}]] Laura Allende (1911-1981)              |                                   |                                   | Héctor Darrigrandi (1909-1979)    | Héctor Darrigrandi (1909-1979)    | Héctor Darrigrandi (1909-1979) | Héctor Darrigrandi (1909-1979) | Héctor Darrigrandi (1909-1979) | Héctor Darrigrandi (1909-1979) |                           |                           |                           |                           |           |           |                 |                 |                 |                 |                 |                 |       |       | Roberto Darrigrandi (n. 1943) | Roberto Darrigrandi (n. 1943) | Roberto Darrigrandi (n. 1943) | Roberto Darrigrandi (n. 1943) | Roberto Darrigrandi (n. 1943) | Roberto Darrigrandi (n. 1943) |  |  |          |          |          |          |          |          |  |  |  |  |  |  |
| | | | | | |                     |                     |                             |                             |                             |                             |                             |                             |                   |                   | (+3 hijos) | (+3 hijos) | (+3 hijos) | (+3 hijos) | (+3 hijos) | (+3 hijos) | | | | |                       |                       |                       |                       |                     |                     | (1 hija)               | (1 hija)               | (1 hija)               | (1 hija)               | (1 hija)                                                                                         | (1 hija)                                                                                         |                                                                                                  |                                                                                                  | | | | | | |                              |                              |                              |                              |                          |                          | | | | | (+3 hijos) | (+3 hijos) | (+3 hijos)                                                                                | (+3 hijos)                                                                                | (+3 hijos)                                                                                | (+3 hijos)                                                                                |                              |                              | | | | | | |                         |                         |                         |                         |                         |                         | | | | | | | | | | |                                   |                                   |                                   |                                   |                                |                                |                                |                                |                           |                           |                           |                           |           |           |                 |                 |                 |                 |                 |                 |       |       |                               |                               |                               |                               |                               |                               |  |  |          |          |          |          |          |          |  |  |  |  |  |  |
| | | | | | |                     |                     |                             |                             |                             |                             |                             |                             |                   |                   | (+3 hijos) | (+3 hijos) | (+3 hijos) | (+3 hijos) | (+3 hijos) | (+3 hijos) | | | | |                       |                       |                       |                       |                     |                     | (1 hija)               | (1 hija)               | (1 hija)               | (1 hija)               | (1 hija)                                                                                         | (1 hija)                                                                                         |                                                                                                  |                                                                                                  | | | | | | |                              |                              |                              |                              |                          |                          | | | | | (+3 hijos) | (+3 hijos) | (+3 hijos)                                                                                | (+3 hijos)                                                                                | (+3 hijos)                                                                                | (+3 hijos)                                                                                |                              |                              | | | | | | |                         |                         |                         |                         |                         |                         | | | | | | | | | | |                                   |                                   |                                   |                                   |                                |                                |                                |                                |                           |                           |                           |                           |           |           |                 |                 |                 |                 |                 |                 |       |       |                               |                               |                               |                               |                               |                               |  |  |          |          |          |          |          |          |  |  |  |  |  |  |
| | | | | | |                     |                     |                             |                             |                             |                             |                             |                             |                   |                   | | | | | | | | | | |                       |                       |                       |                       |                     |                     |                        |                        |                        |                        |                                                                                                  |                                                                                                  |                                                                                                  |                                                                                                  | | | | | | |                              |                              |                              |                              |                          |                          | | | | | | |                                                                                           |                                                                                           |                                                                                           |                                                                                           |                              |                              | | | | | | |                         |                         |                         |                         |                         |                         | | | | | | | | | | |                                   |                                   |                                   |                                   |                                |                                |                                |                                |                           |                           |                           |                           |           |           |                 |                 |                 |                 |                 |                 |       |       |                               |                               |                               |                               |                               |                               |  |  |          |          |          |          |          |          |  |  |  |  |  |  |
| Carlos Lavín G.-Huidobro (n. 1942)                                                                                  | Carlos Lavín G.-Huidobro (n. 1942)                                                                                  | Carlos Lavín G.-Huidobro (n. 1942)                                                                                  | Carlos Lavín G.-Huidobro (n. 1942)                                                                                  | Carlos Lavín G.-Huidobro (n. 1942)                                                                                  | Carlos Lavín G.-Huidobro (n. 1942)                                                                                  |                     |                     | María de la Luz             | María de la Luz             | María de la Luz             | María de la Luz             | María de la Luz             | María de la Luz             |                   |                   | | | | | [[File:Consuelo Valdés Ministra de las Culturas 2018.jpg\|110px\|alt={{{Alt\|{{{descripción}}}]] Consuelo Valdés (n. 1948) | [[File:Consuelo Valdés Ministra de las Culturas 2018.jpg\|110px\|alt={{{Alt\|{{{descripción}}}]] Consuelo Valdés (n. 1948) | [[File:Consuelo Valdés Ministra de las Culturas 2018.jpg\|110px\|alt={{{Alt\|{{{descripción}}}]] Consuelo Valdés (n. 1948) | [[File:Consuelo Valdés Ministra de las Culturas 2018.jpg\|110px\|alt={{{Alt\|{{{descripción}}}]] Consuelo Valdés (n. 1948) | [[File:Consuelo Valdés Ministra de las Culturas 2018.jpg\|110px\|alt={{{Alt\|{{{descripción}}}]] Consuelo Valdés (n. 1948) | [[File:Consuelo Valdés Ministra de las Culturas 2018.jpg\|110px\|alt={{{Alt\|{{{descripción}}}]] Consuelo Valdés (n. 1948) |                       |                       | Patricio Cortés       | Patricio Cortés       | Patricio Cortés     | Patricio Cortés     | Patricio Cortés        | Patricio Cortés        |                        |                        | Jorge de la Maza                                                                                 | Jorge de la Maza                                                                                 | Jorge de la Maza                                                                                 | Jorge de la Maza                                                                                 | Jorge de la Maza | Jorge de la Maza | | | Patricia | Patricia | Patricia                     | Patricia                     | Patricia                     | Patricia                     |                          |                          | Isabel (n. 1940) | Isabel (n. 1940) | Isabel (n. 1940) | Isabel (n. 1940) | Isabel (n. 1940) | Isabel (n. 1940) |                                                                                           |                                                                                           | Claudio Jimeno (1940-1973)                                                                | Claudio Jimeno (1940-1973)                                                                | Claudio Jimeno (1940-1973)   | Claudio Jimeno (1940-1973)   | Claudio Jimeno (1940-1973)                                                                                           | Claudio Jimeno (1940-1973)                                                                                           | | | Jorge (1938-2000) | Jorge (1938-2000) | Jorge (1938-2000)       | Jorge (1938-2000)       | Jorge (1938-2000)       | Jorge (1938-2000)       |                         |                         | [[File:Denise Pascal Allende.jpg\|90px\|alt={{{Alt\|{{{descripción}}}]] Denise Pascal Allende (n. 1940) | [[File:Denise Pascal Allende.jpg\|90px\|alt={{{Alt\|{{{descripción}}}]] Denise Pascal Allende (n. 1940) | [[File:Denise Pascal Allende.jpg\|90px\|alt={{{Alt\|{{{descripción}}}]] Denise Pascal Allende (n. 1940) | [[File:Denise Pascal Allende.jpg\|90px\|alt={{{Alt\|{{{descripción}}}]] Denise Pascal Allende (n. 1940) | [[File:Denise Pascal Allende.jpg\|90px\|alt={{{Alt\|{{{descripción}}}]] Denise Pascal Allende (n. 1940)            | [[File:Denise Pascal Allende.jpg\|90px\|alt={{{Alt\|{{{descripción}}}]] Denise Pascal Allende (n. 1940)            | | | Luis (n. 1940) | Luis (n. 1940) | Luis (n. 1940)                    | Luis (n. 1940)                    | Luis (n. 1940)                    | Luis (n. 1940)                    |                                |                                | Carmen Fresard (n. 1945)       | Carmen Fresard (n. 1945)       | Carmen Fresard (n. 1945)  | Carmen Fresard (n. 1945)  | Carmen Fresard (n. 1945)  | Carmen Fresard (n. 1945)  |           |           | James (n. 1946) | James (n. 1946) | James (n. 1946) | James (n. 1946) | James (n. 1946) | James (n. 1946) |       |       | Fanny Dittborn (n. 1949)      | Fanny Dittborn (n. 1949)      | Fanny Dittborn (n. 1949)      | Fanny Dittborn (n. 1949)      | Fanny Dittborn (n. 1949)      | Fanny Dittborn (n. 1949)      |  |  |          |          |          |          |          |          |  |  |  |  |  |  |
| Carlos Lavín G.-Huidobro (n. 1942)                                                                                  | Carlos Lavín G.-Huidobro (n. 1942)                                                                                  | Carlos Lavín G.-Huidobro (n. 1942)                                                                                  | Carlos Lavín G.-Huidobro (n. 1942)                                                                                  | Carlos Lavín G.-Huidobro (n. 1942)                                                                                  | Carlos Lavín G.-Huidobro (n. 1942)                                                                                  |                     |                     | María de la Luz             | María de la Luz             | María de la Luz             | María de la Luz             | María de la Luz             | María de la Luz             |                   |                   | | | | | [[File:Consuelo Valdés Ministra de las Culturas 2018.jpg\|110px\|alt={{{Alt\|{{{descripción}}}]] Consuelo Valdés (n. 1948) | [[File:Consuelo Valdés Ministra de las Culturas 2018.jpg\|110px\|alt={{{Alt\|{{{descripción}}}]] Consuelo Valdés (n. 1948) | [[File:Consuelo Valdés Ministra de las Culturas 2018.jpg\|110px\|alt={{{Alt\|{{{descripción}}}]] Consuelo Valdés (n. 1948) | [[File:Consuelo Valdés Ministra de las Culturas 2018.jpg\|110px\|alt={{{Alt\|{{{descripción}}}]] Consuelo Valdés (n. 1948) | [[File:Consuelo Valdés Ministra de las Culturas 2018.jpg\|110px\|alt={{{Alt\|{{{descripción}}}]] Consuelo Valdés (n. 1948) | [[File:Consuelo Valdés Ministra de las Culturas 2018.jpg\|110px\|alt={{{Alt\|{{{descripción}}}]] Consuelo Valdés (n. 1948) |                       |                       | Patricio Cortés       | Patricio Cortés       | Patricio Cortés     | Patricio Cortés     | Patricio Cortés        | Patricio Cortés        |                        |                        | Jorge de la Maza                                                                                 | Jorge de la Maza                                                                                 | Jorge de la Maza                                                                                 | Jorge de la Maza                                                                                 | Jorge de la Maza | Jorge de la Maza | | | Patricia | Patricia | Patricia                     | Patricia                     | Patricia                     | Patricia                     |                          |                          | Isabel (n. 1940) | Isabel (n. 1940) | Isabel (n. 1940) | Isabel (n. 1940) | Isabel (n. 1940) | Isabel (n. 1940) |                                                                                           |                                                                                           | Claudio Jimeno (1940-1973)                                                                | Claudio Jimeno (1940-1973)                                                                | Claudio Jimeno (1940-1973)   | Claudio Jimeno (1940-1973)   | Claudio Jimeno (1940-1973)                                                                                           | Claudio Jimeno (1940-1973)                                                                                           | | | Jorge (1938-2000) | Jorge (1938-2000) | Jorge (1938-2000)       | Jorge (1938-2000)       | Jorge (1938-2000)       | Jorge (1938-2000)       |                         |                         | [[File:Denise Pascal Allende.jpg\|90px\|alt={{{Alt\|{{{descripción}}}]] Denise Pascal Allende (n. 1940) | [[File:Denise Pascal Allende.jpg\|90px\|alt={{{Alt\|{{{descripción}}}]] Denise Pascal Allende (n. 1940) | [[File:Denise Pascal Allende.jpg\|90px\|alt={{{Alt\|{{{descripción}}}]] Denise Pascal Allende (n. 1940) | [[File:Denise Pascal Allende.jpg\|90px\|alt={{{Alt\|{{{descripción}}}]] Denise Pascal Allende (n. 1940) | [[File:Denise Pascal Allende.jpg\|90px\|alt={{{Alt\|{{{descripción}}}]] Denise Pascal Allende (n. 1940)            | [[File:Denise Pascal Allende.jpg\|90px\|alt={{{Alt\|{{{descripción}}}]] Denise Pascal Allende (n. 1940)            | | | Luis (n. 1940) | Luis (n. 1940) | Luis (n. 1940)                    | Luis (n. 1940)                    | Luis (n. 1940)                    | Luis (n. 1940)                    |                                |                                | Carmen Fresard (n. 1945)       | Carmen Fresard (n. 1945)       | Carmen Fresard (n. 1945)  | Carmen Fresard (n. 1945)  | Carmen Fresard (n. 1945)  | Carmen Fresard (n. 1945)  |           |           | James (n. 1946) | James (n. 1946) | James (n. 1946) | James (n. 1946) | James (n. 1946) | James (n. 1946) |       |       | Fanny Dittborn (n. 1949)      | Fanny Dittborn (n. 1949)      | Fanny Dittborn (n. 1949)      | Fanny Dittborn (n. 1949)      | Fanny Dittborn (n. 1949)      | Fanny Dittborn (n. 1949)      |  |  |          |          |          |          |          |          |  |  |  |  |  |  |
| | | | | Carlos Lavín | Carlos Lavín | Carlos Lavín        | Carlos Lavín        | Carlos Lavín                | Carlos Lavín                |                             |                             |                             |                             |                   |                   | | | | | | | | | | |                       |                       |                       |                       |                     |                     |                        |                        |                        |                        |                                                                                                  |                                                                                                  |                                                                                                  |                                                                                                  | | | | | | |                              |                              |                              |                              |                          |                          | | | | | (2 hijos) | (2 hijos) | (2 hijos)                                                                                 | (2 hijos)                                                                                 | (2 hijos)                                                                                 | (2 hijos)                                                                                 |                              |                              | | | | | | |                         |                         | separados (2 hijos)     | separados (2 hijos)     | separados (2 hijos)     | separados (2 hijos)     | separados (2 hijos)                                                                                     | separados (2 hijos)                                                                                     | | | | | | | | |                                   |                                   | Carmen                            | Carmen                            | Carmen                         | Carmen                         | Carmen                         | Carmen                         |                           |                           |                           |                           |           |           |                 |                 | María           | María           | María           | María           | María | María |                               |                               |                               |                               |                               |                               |  |  |          |          |          |          |          |          |  |  |  |  |  |  |
| | | | | Carlos Lavín | Carlos Lavín | Carlos Lavín        | Carlos Lavín        | Carlos Lavín                | Carlos Lavín                |                             |                             |                             |                             |                   |                   | | | | | | | | | | |                       |                       |                       |                       |                     |                     |                        |                        |                        |                        |                                                                                                  |                                                                                                  |                                                                                                  |                                                                                                  | | | | | | |                              |                              |                              |                              |                          |                          | | | | | (2 hijos) | (2 hijos) | (2 hijos)                                                                                 | (2 hijos)                                                                                 | (2 hijos)                                                                                 | (2 hijos)                                                                                 |                              |                              | | | | | | |                         |                         | separados (2 hijos)     | separados (2 hijos)     | separados (2 hijos)     | separados (2 hijos)     | separados (2 hijos)                                                                                     | separados (2 hijos)                                                                                     | | | | | | | | |                                   |                                   | Carmen                            | Carmen                            | Carmen                         | Carmen                         | Carmen                         | Carmen                         |                           |                           |                           |                           |           |           |                 |                 | María           | María           | María           | María           | María | María |                               |                               |                               |                               |                               |                               |  |  |          |          |          |          |          |          |  |  |  |  |  |  |
| | | | | | |                     |                     |                             |                             |                             |                             |                             |                             |                   |                   | | | | | | | | | | |                       |                       |                       |                       |                     |                     |                        |                        |                        |                        |                                                                                                  |                                                                                                  |                                                                                                  |                                                                                                  | | | | | | |                              |                              |                              |                              |                          |                          | | | | | | |                                                                                           |                                                                                           |                                                                                           |                                                                                           |                              |                              | | | | | | |                         |                         |                         |                         |                         |                         | | | | | | | | | | |                                   |                                   |                                   |                                   |                                |                                |                                |                                |                           |                           |                           |                           |           |           |                 |                 |                 |                 |                 |                 |       |       |                               |                               |                               |                               |                               |                               |  |  |          |          |          |          |          |          |  |  |  |  |  |  |
| | | | | | |                     |                     |                             |                             |                             |                             |                             |                             |                   |                   | | | | | | | | | | |                       |                       |                       |                       |                     |                     |                        |                        |                        |                        |                                                                                                  |                                                                                                  |                                                                                                  |                                                                                                  | | | | | | |                              |                              |                              |                              |                          |                          | | | | | | |                                                                                           |                                                                                           |                                                                                           |                                                                                           |                              |                              | | | | | | |                         |                         |                         |                         |                         |                         | | | | | | | | | | |                                   |                                   |                                   |                                   |                                |                                |                                |                                |                           |                           |                           |                           |           |           |                 |                 |                 |                 |                 |                 |       |       |                               |                               |                               |                               |                               |                               |  |  |          |          |          |          |          |          |  |  |  |  |  |  |
| | | | | Eugenia Braun Llona                                                                                                 | Eugenia Braun Llona                                                                                                 | Eugenia Braun Llona | Eugenia Braun Llona | Eugenia Braun Llona         | Eugenia Braun Llona         |                             |                             | Eduardo (n. 1959)           | Eduardo (n. 1959)           | Eduardo (n. 1959) | Eduardo (n. 1959) | Eduardo (n. 1959) | Eduardo (n. 1959) | | | | | | | | |                       |                       | Fco. Maza (n. 1957)   | Fco. Maza (n. 1957)   | Fco. Maza (n. 1957) | Fco. Maza (n. 1957) | Fco. Maza (n. 1957)    | Fco. Maza (n. 1957)    |                        |                        | [[File:Herman Chadwick (5756394184).jpg\|155px\|alt={{{Alt\|{{{descripción}}}]] Herman (n. 1945) | [[File:Herman Chadwick (5756394184).jpg\|155px\|alt={{{Alt\|{{{descripción}}}]] Herman (n. 1945) | [[File:Herman Chadwick (5756394184).jpg\|155px\|alt={{{Alt\|{{{descripción}}}]] Herman (n. 1945) | [[File:Herman Chadwick (5756394184).jpg\|155px\|alt={{{Alt\|{{{descripción}}}]] Herman (n. 1945) | [[File:Herman Chadwick (5756394184).jpg\|155px\|alt={{{Alt\|{{{descripción}}}]] Herman (n. 1945)                           | [[File:Herman Chadwick (5756394184).jpg\|155px\|alt={{{Alt\|{{{descripción}}}]] Herman (n. 1945)                           | | | Ma. Pabla (n. 1946) | Ma. Pabla (n. 1946) | Ma. Pabla (n. 1946)          | Ma. Pabla (n. 1946)          | Ma. Pabla (n. 1946)          | Ma. Pabla (n. 1946)          |                          |                          | Ma. Teresa (n. 1948)                                                                                                   | Ma. Teresa (n. 1948)                                                                                                   | Ma. Teresa (n. 1948)                                                                                                   | Ma. Teresa (n. 1948)                                                                                                   | Ma. Teresa (n. 1948)                                                                                                   | Ma. Teresa (n. 1948)                                                                                                   |                                                                                           |                                                                                           | Ma. Elena (n. 1950)                                                                       | Ma. Elena (n. 1950)                                                                       | Ma. Elena (n. 1950)          | Ma. Elena (n. 1950)          | Ma. Elena (n. 1950)                                                                                                  | Ma. Elena (n. 1950)                                                                                                  | | | Ma. Trinidad (n. 1954)                                                                                               | Ma. Trinidad (n. 1954)                                                                                               | Ma. Trinidad (n. 1954)  | Ma. Trinidad (n. 1954)  | Ma. Trinidad (n. 1954)  | Ma. Trinidad (n. 1954)  |                         |                         | [[File:ANDRES CHADWICK.jpg\|100px\|alt={{{Alt\|{{{descripción}}}]] Andrés (n. 1956)                     | [[File:ANDRES CHADWICK.jpg\|100px\|alt={{{Alt\|{{{descripción}}}]] Andrés (n. 1956)                     | [[File:ANDRES CHADWICK.jpg\|100px\|alt={{{Alt\|{{{descripción}}}]] Andrés (n. 1956)                     | [[File:ANDRES CHADWICK.jpg\|100px\|alt={{{Alt\|{{{descripción}}}]] Andrés (n. 1956)                     | [[File:ANDRES CHADWICK.jpg\|100px\|alt={{{Alt\|{{{descripción}}}]] Andrés (n. 1956)                                | [[File:ANDRES CHADWICK.jpg\|100px\|alt={{{Alt\|{{{descripción}}}]] Andrés (n. 1956)                                | | | Ma. Carolina (n. 1957)                                                                                             | Ma. Carolina (n. 1957)                                                                                             | Ma. Carolina (n. 1957)            | Ma. Carolina (n. 1957)            | Ma. Carolina (n. 1957)            | Ma. Carolina (n. 1957)            |                                |                                | Ma. Margarita (n. 1960)        | Ma. Margarita (n. 1960)        | Ma. Margarita (n. 1960)   | Ma. Margarita (n. 1960)   | Ma. Margarita (n. 1960)   | Ma. Margarita (n. 1960)   |           |           |                 |                 |                 |                 |                 |                 |       |       |                               |                               |                               |                               |                               |                               |  |  |          |          |          |          |          |          |  |  |  |  |  |  |
| | | | | Eugenia Braun Llona                                                                                                 | Eugenia Braun Llona                                                                                                 | Eugenia Braun Llona | Eugenia Braun Llona | Eugenia Braun Llona         | Eugenia Braun Llona         |                             |                             | Eduardo (n. 1959)           | Eduardo (n. 1959)           | Eduardo (n. 1959) | Eduardo (n. 1959) | Eduardo (n. 1959) | Eduardo (n. 1959) | | | | | | | | |                       |                       | Fco. Maza (n. 1957)   | Fco. Maza (n. 1957)   | Fco. Maza (n. 1957) | Fco. Maza (n. 1957) | Fco. Maza (n. 1957)    | Fco. Maza (n. 1957)    |                        |                        | [[File:Herman Chadwick (5756394184).jpg\|155px\|alt={{{Alt\|{{{descripción}}}]] Herman (n. 1945) | [[File:Herman Chadwick (5756394184).jpg\|155px\|alt={{{Alt\|{{{descripción}}}]] Herman (n. 1945) | [[File:Herman Chadwick (5756394184).jpg\|155px\|alt={{{Alt\|{{{descripción}}}]] Herman (n. 1945) | [[File:Herman Chadwick (5756394184).jpg\|155px\|alt={{{Alt\|{{{descripción}}}]] Herman (n. 1945) | [[File:Herman Chadwick (5756394184).jpg\|155px\|alt={{{Alt\|{{{descripción}}}]] Herman (n. 1945)                           | [[File:Herman Chadwick (5756394184).jpg\|155px\|alt={{{Alt\|{{{descripción}}}]] Herman (n. 1945)                           | | | Ma. Pabla (n. 1946) | Ma. Pabla (n. 1946) | Ma. Pabla (n. 1946)          | Ma. Pabla (n. 1946)          | Ma. Pabla (n. 1946)          | Ma. Pabla (n. 1946)          |                          |                          | Ma. Teresa (n. 1948)                                                                                                   | Ma. Teresa (n. 1948)                                                                                                   | Ma. Teresa (n. 1948)                                                                                                   | Ma. Teresa (n. 1948)                                                                                                   | Ma. Teresa (n. 1948)                                                                                                   | Ma. Teresa (n. 1948)                                                                                                   |                                                                                           |                                                                                           | Ma. Elena (n. 1950)                                                                       | Ma. Elena (n. 1950)                                                                       | Ma. Elena (n. 1950)          | Ma. Elena (n. 1950)          | Ma. Elena (n. 1950)                                                                                                  | Ma. Elena (n. 1950)                                                                                                  | | | Ma. Trinidad (n. 1954)                                                                                               | Ma. Trinidad (n. 1954)                                                                                               | Ma. Trinidad (n. 1954)  | Ma. Trinidad (n. 1954)  | Ma. Trinidad (n. 1954)  | Ma. Trinidad (n. 1954)  |                         |                         | [[File:ANDRES CHADWICK.jpg\|100px\|alt={{{Alt\|{{{descripción}}}]] Andrés (n. 1956)                     | [[File:ANDRES CHADWICK.jpg\|100px\|alt={{{Alt\|{{{descripción}}}]] Andrés (n. 1956)                     | [[File:ANDRES CHADWICK.jpg\|100px\|alt={{{Alt\|{{{descripción}}}]] Andrés (n. 1956)                     | [[File:ANDRES CHADWICK.jpg\|100px\|alt={{{Alt\|{{{descripción}}}]] Andrés (n. 1956)                     | [[File:ANDRES CHADWICK.jpg\|100px\|alt={{{Alt\|{{{descripción}}}]] Andrés (n. 1956)                                | [[File:ANDRES CHADWICK.jpg\|100px\|alt={{{Alt\|{{{descripción}}}]] Andrés (n. 1956)                                | | | Ma. Carolina (n. 1957)                                                                                             | Ma. Carolina (n. 1957)                                                                                             | Ma. Carolina (n. 1957)            | Ma. Carolina (n. 1957)            | Ma. Carolina (n. 1957)            | Ma. Carolina (n. 1957)            |                                |                                | Ma. Margarita (n. 1960)        | Ma. Margarita (n. 1960)        | Ma. Margarita (n. 1960)   | Ma. Margarita (n. 1960)   | Ma. Margarita (n. 1960)   | Ma. Margarita (n. 1960)   |           |           |                 |                 |                 |                 |                 |                 |       |       |                               |                               |                               |                               |                               |                               |  |  |          |          |          |          |          |          |  |  |  |  |  |  |
| | | | | | |                     |                     | (4 hijos)                   |                             |                             |                             |                             |                             |                   |                   | | | | | | | | | | |                       |                       |                       |                       |                     |                     |                        |                        |                        |                        |                                                                                                  |                                                                                                  |                                                                                                  |                                                                                                  | | | | | | |                              |                              |                              |                              |                          |                          | | | | | | |                                                                                           |                                                                                           |                                                                                           |                                                                                           |                              |                              | | | | | | |                         |                         |                         |                         |                         |                         | | | | | | | | | | |                                   |                                   |                                   |                                   |                                |                                |                                |                                |                           |                           |                           |                           |           |           |                 |                 |                 |                 |                 |                 |       |       |                               |                               |                               |                               |                               |                               |  |  |          |          |          |          |          |          |  |  |  |  |  |  |
| | | | | | |                     |                     |                             |                             |                             |                             |                             |                             |                   |                   | | | | | | | | | | |                       |                       |                       |                       |                     |                     |                        |                        |                        |                        |                                                                                                  |                                                                                                  |                                                                                                  |                                                                                                  | | | | | | |                              |                              |                              |                              |                          |                          | | | | | | |                                                                                           |                                                                                           |                                                                                           |                                                                                           |                              |                              | | | | | | |                         |                         |                         |                         |                         |                         | | | | | | | | | | |                                   |                                   |                                   |                                   |                                |                                |                                |                                |                           |                           |                           |                           |           |           |                 |                 |                 |                 |                 |                 |       |       |                               |                               |                               |                               |                               |                               |  |  |          |          |          |          |          |          |  |  |  |  |  |  |
| | | | | | |                     |                     |                             |                             |                             |                             |                             |                             |                   |                   | | | | | | | | | | |                       |                       |                       |                       |                     |                     |                        |                        |                        |                        | María Larraín (n. 1947)                                                                          | María Larraín (n. 1947)                                                                          | María Larraín (n. 1947)                                                                          | María Larraín (n. 1947)                                                                          | María Larraín (n. 1947) | María Larraín (n. 1947) | | | Patricio Fernández (n. 1944)                                                                                               | Patricio Fernández (n. 1944)                                                                                               | Patricio Fernández (n. 1944) | Patricio Fernández (n. 1944) | Patricio Fernández (n. 1944) | Patricio Fernández (n. 1944) |                          |                          | [[File:José Antonio Viera Gallo Quesney.jpg\|100px\|alt={{{Alt\|{{{descripción}}}]] José Antonio Viera-Gallo (n. 1943) | [[File:José Antonio Viera Gallo Quesney.jpg\|100px\|alt={{{Alt\|{{{descripción}}}]] José Antonio Viera-Gallo (n. 1943) | [[File:José Antonio Viera Gallo Quesney.jpg\|100px\|alt={{{Alt\|{{{descripción}}}]] José Antonio Viera-Gallo (n. 1943) | [[File:José Antonio Viera Gallo Quesney.jpg\|100px\|alt={{{Alt\|{{{descripción}}}]] José Antonio Viera-Gallo (n. 1943) | [[File:José Antonio Viera Gallo Quesney.jpg\|100px\|alt={{{Alt\|{{{descripción}}}]] José Antonio Viera-Gallo (n. 1943) | [[File:José Antonio Viera Gallo Quesney.jpg\|100px\|alt={{{Alt\|{{{descripción}}}]] José Antonio Viera-Gallo (n. 1943) |                                                                                           |                                                                                           | Hernán Fleischmann (n. 1945)                                                              | Hernán Fleischmann (n. 1945)                                                              | Hernán Fleischmann (n. 1945) | Hernán Fleischmann (n. 1945) | Hernán Fleischmann (n. 1945)                                                                                         | Hernán Fleischmann (n. 1945)                                                                                         | | | Juan Dittborn (n. 1951)                                                                                              | Juan Dittborn (n. 1951)                                                                                              | Juan Dittborn (n. 1951) | Juan Dittborn (n. 1951) | Juan Dittborn (n. 1951) | Juan Dittborn (n. 1951) |                         |                         | María Victoria Costa Vega (n. 1957)                                                                     | María Victoria Costa Vega (n. 1957)                                                                     | María Victoria Costa Vega (n. 1957)                                                                     | María Victoria Costa Vega (n. 1957)                                                                     | María Victoria Costa Vega (n. 1957)                                                                                | María Victoria Costa Vega (n. 1957)                                                                                | | | Pablo Diego Fleischmann (n. 1945)                                                                                  | Pablo Diego Fleischmann (n. 1945)                                                                                  | Pablo Diego Fleischmann (n. 1945) | Pablo Diego Fleischmann (n. 1945) | Pablo Diego Fleischmann (n. 1945) | Pablo Diego Fleischmann (n. 1945) |                                |                                | Alfonso Edwards (n. 1944)      | Alfonso Edwards (n. 1944)      | Alfonso Edwards (n. 1944) | Alfonso Edwards (n. 1944) | Alfonso Edwards (n. 1944) | Alfonso Edwards (n. 1944) |           |           |                 |                 |                 |                 |                 |                 |       |       |                               |                               |                               |                               |                               |                               |  |  |          |          |          |          |          |          |  |  |  |  |  |  |
| | | | | | |                     |                     |                             |                             |                             |                             |                             |                             |                   |                   | | | | | | | | | | |                       |                       |                       |                       |                     |                     |                        |                        |                        |                        | María Larraín (n. 1947)                                                                          | María Larraín (n. 1947)                                                                          | María Larraín (n. 1947)                                                                          | María Larraín (n. 1947)                                                                          | María Larraín (n. 1947) | María Larraín (n. 1947) | (+3 hijos) | (+3 hijos) | (+3 hijos) | (+3 hijos) | (+3 hijos)                   | (+3 hijos)                   | Patricio Fernández (n. 1944) | Patricio Fernández (n. 1944) |                          |                          | [[File:José Antonio Viera Gallo Quesney.jpg\|100px\|alt={{{Alt\|{{{descripción}}}]] José Antonio Viera-Gallo (n. 1943) | [[File:José Antonio Viera Gallo Quesney.jpg\|100px\|alt={{{Alt\|{{{descripción}}}]] José Antonio Viera-Gallo (n. 1943) | [[File:José Antonio Viera Gallo Quesney.jpg\|100px\|alt={{{Alt\|{{{descripción}}}]] José Antonio Viera-Gallo (n. 1943) | [[File:José Antonio Viera Gallo Quesney.jpg\|100px\|alt={{{Alt\|{{{descripción}}}]] José Antonio Viera-Gallo (n. 1943) | [[File:José Antonio Viera Gallo Quesney.jpg\|100px\|alt={{{Alt\|{{{descripción}}}]] José Antonio Viera-Gallo (n. 1943) | [[File:José Antonio Viera Gallo Quesney.jpg\|100px\|alt={{{Alt\|{{{descripción}}}]] José Antonio Viera-Gallo (n. 1943) | (+3 hijos)                                                                                | (+3 hijos)                                                                                | (+3 hijos)                                                                                | (+3 hijos)                                                                                | (+3 hijos)                   | (+3 hijos)                   | Hernán Fleischmann (n. 1945)                                                                                         | Hernán Fleischmann (n. 1945)                                                                                         | | | Juan Dittborn (n. 1951)                                                                                              | Juan Dittborn (n. 1951)                                                                                              | Juan Dittborn (n. 1951) | Juan Dittborn (n. 1951) | Juan Dittborn (n. 1951) | Juan Dittborn (n. 1951) | (+2 hijas)              | (+2 hijas)              | (+2 hijas)                                                                                              | (+2 hijas)                                                                                              | (+2 hijas)                                                                                              | (+2 hijas)                                                                                              | María Victoria Costa Vega (n. 1957)                                                                                | María Victoria Costa Vega (n. 1957)                                                                                | | | Pablo Diego Fleischmann (n. 1945)                                                                                  | Pablo Diego Fleischmann (n. 1945)                                                                                  | Pablo Diego Fleischmann (n. 1945) | Pablo Diego Fleischmann (n. 1945) | Pablo Diego Fleischmann (n. 1945) | Pablo Diego Fleischmann (n. 1945) | (1 hija)                       | (1 hija)                       | (1 hija)                       | (1 hija)                       | (1 hija)                  | (1 hija)                  | Alfonso Edwards (n. 1944) | Alfonso Edwards (n. 1944) |           |           |                 |                 |                 |                 |                 |                 |       |       | (3 hijos)                     | (3 hijos)                     | (3 hijos)                     | (3 hijos)                     | (3 hijos)                     | (3 hijos)                     |  |  | (1 hijo) | (1 hijo) | (1 hijo) | (1 hijo) | (1 hijo) | (1 hijo) |  |  |  |  |  |  |
| | | | | | |                     |                     |                             |                             |                             |                             |                             |                             |                   |                   | | | | | | | | | | |                       |                       |                       |                       |                     |                     | Herman (n. 1968)       | Herman (n. 1968)       | Herman (n. 1968)       | Herman (n. 1968)       | Herman (n. 1968)                                                                                 | Herman (n. 1968)                                                                                 |                                                                                                  |                                                                                                  | [[File:Fernandez, Patricio -FILSA 2015 10 23 fRF02.jpg\|90px\|alt={{{Alt\|{{{descripción}}}]] Patricio Fernández (n. 1969) | [[File:Fernandez, Patricio -FILSA 2015 10 23 fRF02.jpg\|90px\|alt={{{Alt\|{{{descripción}}}]] Patricio Fernández (n. 1969) | [[File:Fernandez, Patricio -FILSA 2015 10 23 fRF02.jpg\|90px\|alt={{{Alt\|{{{descripción}}}]] Patricio Fernández (n. 1969) | [[File:Fernandez, Patricio -FILSA 2015 10 23 fRF02.jpg\|90px\|alt={{{Alt\|{{{descripción}}}]] Patricio Fernández (n. 1969) | [[File:Fernandez, Patricio -FILSA 2015 10 23 fRF02.jpg\|90px\|alt={{{Alt\|{{{descripción}}}]] Patricio Fernández (n. 1969) | [[File:Fernandez, Patricio -FILSA 2015 10 23 fRF02.jpg\|90px\|alt={{{Alt\|{{{descripción}}}]] Patricio Fernández (n. 1969) | (+3 hijos)                   | (+3 hijos)                   |                              |                              | María Teresa Viera-Gallo | María Teresa Viera-Gallo | María Teresa Viera-Gallo                                                                                               | María Teresa Viera-Gallo                                                                                               | María Teresa Viera-Gallo                                                                                               | María Teresa Viera-Gallo                                                                                               | | | (+3 hijos)                                                                                | (+3 hijos)                                                                                | (+3 hijos)                                                                                | (+3 hijos)                                                                                | (+3 hijos)                   | (+3 hijos)                   | [[File:Rodrigo Salinas - Rey Guachaca.jpg\|120px\|alt={{{Alt\|{{{descripción}}}]] Rodrigo Salinas Marambio (n. 1986) | [[File:Rodrigo Salinas - Rey Guachaca.jpg\|120px\|alt={{{Alt\|{{{descripción}}}]] Rodrigo Salinas Marambio (n. 1986) | [[File:Rodrigo Salinas - Rey Guachaca.jpg\|120px\|alt={{{Alt\|{{{descripción}}}]] Rodrigo Salinas Marambio (n. 1986) | [[File:Rodrigo Salinas - Rey Guachaca.jpg\|120px\|alt={{{Alt\|{{{descripción}}}]] Rodrigo Salinas Marambio (n. 1986) | [[File:Rodrigo Salinas - Rey Guachaca.jpg\|120px\|alt={{{Alt\|{{{descripción}}}]] Rodrigo Salinas Marambio (n. 1986) | [[File:Rodrigo Salinas - Rey Guachaca.jpg\|120px\|alt={{{Alt\|{{{descripción}}}]] Rodrigo Salinas Marambio (n. 1986) |                         |                         |                         |                         | (+2 hijas)              | (+2 hijas)              | (+2 hijas)                                                                                              | (+2 hijas)                                                                                              | (+2 hijas)                                                                                              | (+2 hijas)                                                                                              | | | | | | |                                   |                                   |                                   |                                   | (1 hija)                       | (1 hija)                       | (1 hija)                       | (1 hija)                       | (1 hija)                  | (1 hija)                  |                           |                           |           |           |                 |                 |                 |                 |                 |                 |       |       | (3 hijos)                     | (3 hijos)                     | (3 hijos)                     | (3 hijos)                     | (3 hijos)                     | (3 hijos)                     |  |  | (1 hijo) | (1 hijo) | (1 hijo) | (1 hijo) | (1 hijo) | (1 hijo) |  |  |  |  |  |  |
| | | | | | |                     |                     |                             |                             |                             |                             |                             |                             |                   |                   | | | | | | | | | | |                       |                       |                       |                       |                     |                     | Herman (n. 1968)       | Herman (n. 1968)       | Herman (n. 1968)       | Herman (n. 1968)       | Herman (n. 1968)                                                                                 | Herman (n. 1968)                                                                                 |                                                                                                  |                                                                                                  | [[File:Fernandez, Patricio -FILSA 2015 10 23 fRF02.jpg\|90px\|alt={{{Alt\|{{{descripción}}}]] Patricio Fernández (n. 1969) | [[File:Fernandez, Patricio -FILSA 2015 10 23 fRF02.jpg\|90px\|alt={{{Alt\|{{{descripción}}}]] Patricio Fernández (n. 1969) | [[File:Fernandez, Patricio -FILSA 2015 10 23 fRF02.jpg\|90px\|alt={{{Alt\|{{{descripción}}}]] Patricio Fernández (n. 1969) | [[File:Fernandez, Patricio -FILSA 2015 10 23 fRF02.jpg\|90px\|alt={{{Alt\|{{{descripción}}}]] Patricio Fernández (n. 1969) | [[File:Fernandez, Patricio -FILSA 2015 10 23 fRF02.jpg\|90px\|alt={{{Alt\|{{{descripción}}}]] Patricio Fernández (n. 1969) | [[File:Fernandez, Patricio -FILSA 2015 10 23 fRF02.jpg\|90px\|alt={{{Alt\|{{{descripción}}}]] Patricio Fernández (n. 1969) |                              |                              |                              |                              | María Teresa Viera-Gallo | María Teresa Viera-Gallo | María Teresa Viera-Gallo                                                                                               | María Teresa Viera-Gallo                                                                                               | María Teresa Viera-Gallo                                                                                               | María Teresa Viera-Gallo                                                                                               | | |                                                                                           |                                                                                           |                                                                                           |                                                                                           |                              |                              | [[File:Rodrigo Salinas - Rey Guachaca.jpg\|120px\|alt={{{Alt\|{{{descripción}}}]] Rodrigo Salinas Marambio (n. 1986) | [[File:Rodrigo Salinas - Rey Guachaca.jpg\|120px\|alt={{{Alt\|{{{descripción}}}]] Rodrigo Salinas Marambio (n. 1986) | [[File:Rodrigo Salinas - Rey Guachaca.jpg\|120px\|alt={{{Alt\|{{{descripción}}}]] Rodrigo Salinas Marambio (n. 1986) | [[File:Rodrigo Salinas - Rey Guachaca.jpg\|120px\|alt={{{Alt\|{{{descripción}}}]] Rodrigo Salinas Marambio (n. 1986) | [[File:Rodrigo Salinas - Rey Guachaca.jpg\|120px\|alt={{{Alt\|{{{descripción}}}]] Rodrigo Salinas Marambio (n. 1986) | [[File:Rodrigo Salinas - Rey Guachaca.jpg\|120px\|alt={{{Alt\|{{{descripción}}}]] Rodrigo Salinas Marambio (n. 1986) |                         |                         |                         |                         |                         |                         | | | | | | | | | | |                                   |                                   |                                   |                                   |                                |                                |                                |                                |                           |                           |                           |                           |           |           |                 |                 |                 |                 |                 |                 |       |       |                               |                               |                               |                               |                               |                               |  |  |          |          |          |          |          |          |  |  |  |  |  |  |

     Primera generación de los Chadwick Valdés
     Primera generación de los Chadwick Errázuriz
     Familia Chadwick Piñera